# Llista d'asteroides (417001-418000)
Llista d'asteroides del 417.001 al 418.000, amb data de descoberta i descobridor. És un fragment de la llista d'asteroides completa. Als asteroides se'ls dona un número quan es confirma la seva òrbita, per tant apareixen llistats aproximadament segons la data de descobriment.

## 417001-417100
| Nom    | Designació provisional | Data de descobriment   | Lloc de descobriment | Descobridor/s     |
| ------ | ---------------------- | ---------------------- | -------------------- | ----------------- |
| 417001 | 2005 TT179             | 6 d'octubre de 2005    | Anderson Mesa        | LONEOS            |
| 417002 | 2005 TY186             | 24 de setembre de 2005 | Kitt Peak            | Spacewatch        |
| 417003 | 2005 TD189             | 13 d'octubre de 2005   | Kitt Peak            | Spacewatch        |
| 417004 | 2005 TS191             | 1 d'octubre de 2005    | Mount Lemmon         | Mt. Lemmon Survey |
| 417005 | 2005 UL4               | 23 d'octubre de 2005   | Catalina             | CSS               |
| 417006 | 2005 UV5               | 25 d'octubre de 2005   | Socorro              | LINEAR            |
| 417007 | 2005 UX7               | 30 d'agost de 2005     | Socorro              | LINEAR            |
| 417008 | 2005 UV17              | 22 d'octubre de 2005   | Kitt Peak            | Spacewatch        |
| 417009 | 2005 UU23              | 23 d'octubre de 2005   | Kitt Peak            | Spacewatch        |
| 417010 | 2005 UE41              | 24 d'octubre de 2005   | Kitt Peak            | Spacewatch        |
| 417011 | 2005 UF41              | 24 d'octubre de 2005   | Kitt Peak            | Spacewatch        |
| 417012 | 2005 UG41              | 24 d'octubre de 2005   | Kitt Peak            | Spacewatch        |
| 417013 | 2005 UO44              | 22 d'octubre de 2005   | Kitt Peak            | Spacewatch        |
| 417014 | 2005 UP44              | 22 d'octubre de 2005   | Kitt Peak            | Spacewatch        |
| 417015 | 2005 UW46              | 22 d'octubre de 2005   | Kitt Peak            | Spacewatch        |
| 417016 | 2005 UG49              | 1 d'octubre de 2005    | Mount Lemmon         | Mt. Lemmon Survey |
| 417017 | 2005 UJ54              | 23 d'octubre de 2005   | Catalina             | CSS               |
| 417018 | 2005 UH58              | 24 d'octubre de 2005   | Kitt Peak            | Spacewatch        |
| 417019 | 2005 UV59              | 25 d'octubre de 2005   | Anderson Mesa        | LONEOS            |
| 417020 | 2005 UX64              | 29 d'octubre de 2005   | Wrightwood           | J. W. Young       |
| 417021 | 2005 UU68              | 23 d'octubre de 2005   | Palomar              | NEAT              |
| 417022 | 2005 UY80              | 25 d'octubre de 2005   | Mount Lemmon         | Mt. Lemmon Survey |
| 417023 | 2005 UK82              | 22 d'octubre de 2005   | Kitt Peak            | Spacewatch        |
| 417024 | 2005 UH83              | 22 d'octubre de 2005   | Kitt Peak            | Spacewatch        |
| 417025 | 2005 UQ84              | 22 d'octubre de 2005   | Kitt Peak            | Spacewatch        |
| 417026 | 2005 UV85              | 22 d'octubre de 2005   | Kitt Peak            | Spacewatch        |
| 417027 | 2005 UM88              | 22 d'octubre de 2005   | Kitt Peak            | Spacewatch        |
| 417028 | 2005 UZ89              | 22 d'octubre de 2005   | Kitt Peak            | Spacewatch        |
| 417029 | 2005 UV90              | 26 de març de 2003     | Anderson Mesa        | LONEOS            |
| 417030 | 2005 UH91              | 22 d'octubre de 2005   | Kitt Peak            | Spacewatch        |
| 417031 | 2005 UB98              | 22 d'octubre de 2005   | Kitt Peak            | Spacewatch        |
| 417032 | 2005 UL99              | 22 d'octubre de 2005   | Kitt Peak            | Spacewatch        |
| 417033 | 2005 UH106             | 22 d'octubre de 2005   | Kitt Peak            | Spacewatch        |
| 417034 | 2005 UM106             | 22 d'octubre de 2005   | Kitt Peak            | Spacewatch        |
| 417035 | 2005 UK108             | 22 d'octubre de 2005   | Kitt Peak            | Spacewatch        |
| 417036 | 2005 UQ111             | 22 d'octubre de 2005   | Kitt Peak            | Spacewatch        |
| 417037 | 2005 UT114             | 22 d'octubre de 2005   | Palomar              | NEAT              |
| 417038 | 2005 UD115             | 23 d'octubre de 2005   | Palomar              | NEAT              |
| 417039 | 2005 UV115             | 23 d'octubre de 2005   | Catalina             | CSS               |
| 417040 | 2005 UN117             | 5 d'octubre de 2005    | Kitt Peak            | Spacewatch        |
| 417041 | 2005 UX118             | 24 d'octubre de 2005   | Kitt Peak            | Spacewatch        |
| 417042 | 2005 UL122             | 24 d'octubre de 2005   | Kitt Peak            | Spacewatch        |
| 417043 | 2005 UE126             | 24 d'octubre de 2005   | Kitt Peak            | Spacewatch        |
| 417044 | 2005 UY127             | 24 d'octubre de 2005   | Kitt Peak            | Spacewatch        |
| 417045 | 2005 UW129             | 24 d'octubre de 2005   | Kitt Peak            | Spacewatch        |
| 417046 | 2005 UR140             | 25 d'octubre de 2005   | Mount Lemmon         | Mt. Lemmon Survey |
| 417047 | 2005 UO154             | 26 d'octubre de 2005   | Kitt Peak            | Spacewatch        |
| 417048 | 2005 UJ156             | 26 d'octubre de 2005   | Palomar              | NEAT              |
| 417049 | 2005 UG158             | 1 d'octubre de 2005    | Mount Lemmon         | Mt. Lemmon Survey |
| 417050 | 2005 UG161             | 22 d'octubre de 2005   | Palomar              | NEAT              |
| 417051 | 2005 UB166             | 12 d'octubre de 2005   | Kitt Peak            | Spacewatch        |
| 417052 | 2005 UL181             | 24 d'octubre de 2005   | Kitt Peak            | Spacewatch        |
| 417053 | 2005 UO182             | 24 d'octubre de 2005   | Kitt Peak            | Spacewatch        |
| 417054 | 2005 UB183             | 24 d'octubre de 2005   | Kitt Peak            | Spacewatch        |
| 417055 | 2005 UP184             | 25 d'octubre de 2005   | Mount Lemmon         | Mt. Lemmon Survey |
| 417056 | 2005 US187             | 27 d'octubre de 2005   | Kitt Peak            | Spacewatch        |
| 417057 | 2005 UG194             | 22 d'octubre de 2005   | Kitt Peak            | Spacewatch        |
| 417058 | 2005 UA195             | 22 d'octubre de 2005   | Kitt Peak            | Spacewatch        |
| 417059 | 2005 UL202             | 25 d'octubre de 2005   | Kitt Peak            | Spacewatch        |
| 417060 | 2005 UP205             | 26 d'octubre de 2005   | Kitt Peak            | Spacewatch        |
| 417061 | 2005 UK210             | 27 d'octubre de 2005   | Mount Lemmon         | Mt. Lemmon Survey |
| 417062 | 2005 UM212             | 27 d'octubre de 2005   | Kitt Peak            | Spacewatch        |
| 417063 | 2005 UH218             | 25 d'octubre de 2005   | Kitt Peak            | Spacewatch        |
| 417064 | 2005 UK219             | 25 d'octubre de 2005   | Kitt Peak            | Spacewatch        |
| 417065 | 2005 UQ219             | 25 d'octubre de 2005   | Kitt Peak            | Spacewatch        |
| 417066 | 2005 UP222             | 25 d'octubre de 2005   | Kitt Peak            | Spacewatch        |
| 417067 | 2005 US225             | 25 d'octubre de 2005   | Kitt Peak            | Spacewatch        |
| 417068 | 2005 UW227             | 25 d'octubre de 2005   | Kitt Peak            | Spacewatch        |
| 417069 | 2005 UX227             | 25 d'octubre de 2005   | Kitt Peak            | Spacewatch        |
| 417070 | 2005 UM228             | 25 d'octubre de 2005   | Kitt Peak            | Spacewatch        |
| 417071 | 2005 UX229             | 9 de febrer de 2002    | Kitt Peak            | Spacewatch        |
| 417072 | 2005 UN232             | 25 d'octubre de 2005   | Mount Lemmon         | Mt. Lemmon Survey |
| 417073 | 2005 UZ239             | 25 d'octubre de 2005   | Kitt Peak            | Spacewatch        |
| 417074 | 2005 UT240             | 25 d'octubre de 2005   | Kitt Peak            | Spacewatch        |
| 417075 | 2005 UT242             | 25 d'octubre de 2005   | Kitt Peak            | Spacewatch        |
| 417076 | 2005 UD244             | 25 d'octubre de 2005   | Kitt Peak            | Spacewatch        |
| 417077 | 2005 UO247             | 28 d'octubre de 2005   | Kitt Peak            | Spacewatch        |
| 417078 | 2005 UQ251             | 24 d'octubre de 2005   | Kitt Peak            | Spacewatch        |
| 417079 | 2005 UU257             | 25 d'octubre de 2005   | Kitt Peak            | Spacewatch        |
| 417080 | 2005 UF258             | 25 d'octubre de 2005   | Kitt Peak            | Spacewatch        |
| 417081 | 2005 UM260             | 25 d'octubre de 2005   | Kitt Peak            | Spacewatch        |
| 417082 | 2005 UN261             | 1 d'octubre de 2005    | Kitt Peak            | Spacewatch        |
| 417083 | 2005 UY263             | 27 d'octubre de 2005   | Kitt Peak            | Spacewatch        |
| 417084 | 2005 UZ267             | 27 d'octubre de 2005   | Mount Lemmon         | Mt. Lemmon Survey |
| 417085 | 2005 UC274             | 24 d'octubre de 2005   | Palomar              | NEAT              |
| 417086 | 2005 UE291             | 26 d'octubre de 2005   | Kitt Peak            | Spacewatch        |
| 417087 | 2005 UC293             | 26 d'octubre de 2005   | Kitt Peak            | Spacewatch        |
| 417088 | 2005 UZ296             | 26 d'octubre de 2005   | Kitt Peak            | Spacewatch        |
| 417089 | 2005 UK299             | 26 d'octubre de 2005   | Kitt Peak            | Spacewatch        |
| 417090 | 2005 UQ303             | 26 d'octubre de 2005   | Kitt Peak            | Spacewatch        |
| 417091 | 2005 UP306             | 27 d'octubre de 2005   | Mount Lemmon         | Mt. Lemmon Survey |
| 417092 | 2005 UA309             | 25 de setembre de 2005 | Kitt Peak            | Spacewatch        |
| 417093 | 2005 UE309             | 28 d'octubre de 2005   | Socorro              | LINEAR            |
| 417094 | 2005 UV318             | 27 d'octubre de 2005   | Kitt Peak            | Spacewatch        |
| 417095 | 2005 UZ331             | 25 d'octubre de 2005   | Kitt Peak            | Spacewatch        |
| 417096 | 2005 UJ338             | 31 d'octubre de 2005   | Kitt Peak            | Spacewatch        |
| 417097 | 2005 UC347             | 30 d'octubre de 2005   | Kitt Peak            | Spacewatch        |
| 417098 | 2005 UV358             | 24 d'octubre de 2005   | Kitt Peak            | Spacewatch        |
| 417099 | 2005 UE360             | 25 d'octubre de 2005   | Mount Lemmon         | Mt. Lemmon Survey |
| 417100 | 2005 UU372             | 27 d'octubre de 2005   | Kitt Peak            | Spacewatch        |

## 417101-417200
| Nom    | Designació provisional | Data de descobriment   | Lloc de descobriment | Descobridor/s     |
| ------ | ---------------------- | ---------------------- | -------------------- | ----------------- |
| 417101 | 2005 UC373             | 27 d'octubre de 2005   | Kitt Peak            | Spacewatch        |
| 417102 | 2005 UH380             | 30 de setembre de 2005 | Mount Lemmon         | Mt. Lemmon Survey |
| 417103 | 2005 UC383             | 27 d'octubre de 2005   | Kitt Peak            | Spacewatch        |
| 417104 | 2005 UV383             | 1 d'octubre de 2005    | Anderson Mesa        | LONEOS            |
| 417105 | 2005 UC392             | 30 d'octubre de 2005   | Kitt Peak            | Spacewatch        |
| 417106 | 2005 UW392             | 30 d'octubre de 2005   | Mount Lemmon         | Mt. Lemmon Survey |
| 417107 | 2005 UD396             | 24 d'octubre de 2005   | Kitt Peak            | Spacewatch        |
| 417108 | 2005 UX425             | 28 d'octubre de 2005   | Kitt Peak            | Spacewatch        |
| 417109 | 2005 UJ428             | 28 d'octubre de 2005   | Kitt Peak            | Spacewatch        |
| 417110 | 2005 UN428             | 28 d'octubre de 2005   | Kitt Peak            | Spacewatch        |
| 417111 | 2005 UM439             | 29 d'octubre de 2005   | Kitt Peak            | Spacewatch        |
| 417112 | 2005 UT439             | 1 d'octubre de 2005    | Catalina             | CSS               |
| 417113 | 2005 UR449             | 30 d'octubre de 2005   | Kitt Peak            | Spacewatch        |
| 417114 | 2005 UT452             | 29 d'octubre de 2005   | Kitt Peak            | Spacewatch        |
| 417115 | 2005 UH477             | 25 d'octubre de 2005   | Mount Lemmon         | Mt. Lemmon Survey |
| 417116 | 2005 UF487             | 23 d'octubre de 2005   | Catalina             | CSS               |
| 417117 | 2005 UW489             | 10 d'octubre de 2005   | Catalina             | CSS               |
| 417118 | 2005 UD490             | 23 d'octubre de 2005   | Catalina             | CSS               |
| 417119 | 2005 UB496             | 26 d'octubre de 2005   | Anderson Mesa        | LONEOS            |
| 417120 | 2005 UO497             | 5 d'octubre de 2005    | Catalina             | CSS               |
| 417121 | 2005 UO498             | 27 d'octubre de 2005   | Catalina             | CSS               |
| 417122 | 2005 UK501             | 27 d'octubre de 2005   | Catalina             | CSS               |
| 417123 | 2005 UM509             | 21 d'octubre de 2005   | Palomar              | NEAT              |
| 417124 | 2005 UR512             | 30 d'octubre de 2005   | Mount Lemmon         | Mt. Lemmon Survey |
| 417125 | 2005 UT512             | 31 d'octubre de 2005   | Catalina             | CSS               |
| 417126 | 2005 UT525             | 25 d'octubre de 2005   | Mount Lemmon         | Mt. Lemmon Survey |
| 417127 | 2005 UP526             | 25 d'octubre de 2005   | Kitt Peak            | Spacewatch        |
| 417128 | 2005 UC527             | 27 d'octubre de 2005   | Mount Lemmon         | Mt. Lemmon Survey |
| 417129 | 2005 VG                | 2 de novembre de 2005  | Cordell-Lorenz       | D. T. Durig       |
| 417130 | 2005 VO4               | 7 de novembre de 2005  | Ottmarsheim          | C. Rinner         |
| 417131 | 2005 VE24              | 1 de novembre de 2005  | Kitt Peak            | Spacewatch        |
| 417132 | 2005 VW25              | 2 de novembre de 2005  | Mount Lemmon         | Mt. Lemmon Survey |
| 417133 | 2005 VN38              | 3 de novembre de 2005  | Mount Lemmon         | Mt. Lemmon Survey |
| 417134 | 2005 VX43              | 3 de novembre de 2005  | Kitt Peak            | Spacewatch        |
| 417135 | 2005 VE50              | 25 d'octubre de 2005   | Kitt Peak            | Spacewatch        |
| 417136 | 2005 VM58              | 5 de novembre de 2005  | Kitt Peak            | Spacewatch        |
| 417137 | 2005 VF70              | 1 de novembre de 2005  | Mount Lemmon         | Mt. Lemmon Survey |
| 417138 | 2005 VY73              | 1 de novembre de 2005  | Mount Lemmon         | Mt. Lemmon Survey |
| 417139 | 2005 VM74              | 1 de novembre de 2005  | Mount Lemmon         | Mt. Lemmon Survey |
| 417140 | 2005 VF76              | 3 de novembre de 2005  | Socorro              | LINEAR            |
| 417141 | 2005 VF81              | 5 de novembre de 2005  | Kitt Peak            | Spacewatch        |
| 417142 | 2005 VD83              | 3 de novembre de 2005  | Mount Lemmon         | Mt. Lemmon Survey |
| 417143 | 2005 VY83              | 30 d'octubre de 2005   | Mount Lemmon         | Mt. Lemmon Survey |
| 417144 | 2005 VE90              | 6 de novembre de 2005  | Kitt Peak            | Spacewatch        |
| 417145 | 2005 VL93              | 6 de novembre de 2005  | Mount Lemmon         | Mt. Lemmon Survey |
| 417146 | 2005 VX103             | 3 de novembre de 2005  | Kitt Peak            | Spacewatch        |
| 417147 | 2005 VN108             | 25 d'octubre de 2005   | Kitt Peak            | Spacewatch        |
| 417148 | 2005 VV109             | 25 d'octubre de 2005   | Kitt Peak            | Spacewatch        |
| 417149 | 2005 VU111             | 6 de novembre de 2005  | Mount Lemmon         | Mt. Lemmon Survey |
| 417150 | 2005 VM114             | 10 de novembre de 2005 | Mount Lemmon         | Mt. Lemmon Survey |
| 417151 | 2005 VR115             | 11 de novembre de 2005 | Kitt Peak            | Spacewatch        |
| 417152 | 2005 VP116             | 11 de novembre de 2005 | Kitt Peak            | Spacewatch        |
| 417153 | 2005 VA125             | 7 de novembre de 2005  | Mauna Kea            | Mauna Kea         |
| 417154 | 2005 WU4               | 20 de novembre de 2005 | Catalina             | CSS               |
| 417155 | 2005 WE12              | 25 d'octubre de 2005   | Mount Lemmon         | Mt. Lemmon Survey |
| 417156 | 2005 WM20              | 21 de novembre de 2005 | Kitt Peak            | Spacewatch        |
| 417157 | 2005 WX21              | 30 d'octubre de 2005   | Mount Lemmon         | Mt. Lemmon Survey |
| 417158 | 2005 WN23              | 30 de setembre de 2005 | Mount Lemmon         | Mt. Lemmon Survey |
| 417159 | 2005 WK26              | 21 de novembre de 2005 | Kitt Peak            | Spacewatch        |
| 417160 | 2005 WO32              | 21 de novembre de 2005 | Kitt Peak            | Spacewatch        |
| 417161 | 2005 WF35              | 22 de novembre de 2005 | Kitt Peak            | Spacewatch        |
| 417162 | 2005 WK43              | 21 de novembre de 2005 | Anderson Mesa        | LONEOS            |
| 417163 | 2005 WK44              | 22 de novembre de 2005 | Kitt Peak            | Spacewatch        |
| 417164 | 2005 WO50              | 12 de novembre de 2005 | Kitt Peak            | Spacewatch        |
| 417165 | 2005 WG51              | 25 de novembre de 2005 | Kitt Peak            | Spacewatch        |
| 417166 | 2005 WR51              | 25 de novembre de 2005 | Kitt Peak            | Spacewatch        |
| 417167 | 2005 WH57              | 30 de novembre de 2005 | Socorro              | LINEAR            |
| 417168 | 2005 WS57              | 21 de novembre de 2005 | Catalina             | CSS               |
| 417169 | 2005 WJ71              | 21 de novembre de 2005 | Kitt Peak            | Spacewatch        |
| 417170 | 2005 WQ71              | 21 de novembre de 2005 | Catalina             | CSS               |
| 417171 | 2005 WZ74              | 5 de novembre de 2005  | Kitt Peak            | Spacewatch        |
| 417172 | 2005 WS77              | 25 de novembre de 2005 | Kitt Peak            | Spacewatch        |
| 417173 | 2005 WM81              | 26 de novembre de 2005 | Mount Lemmon         | Mt. Lemmon Survey |
| 417174 | 2005 WV84              | 26 de novembre de 2005 | Mount Lemmon         | Mt. Lemmon Survey |
| 417175 | 2005 WB93              | 25 de novembre de 2005 | Mount Lemmon         | Mt. Lemmon Survey |
| 417176 | 2005 WM94              | 29 d'abril de 2003     | Kitt Peak            | Spacewatch        |
| 417177 | 2005 WD104             | 28 de novembre de 2005 | Catalina             | CSS               |
| 417178 | 2005 WO112             | 30 de novembre de 2005 | Socorro              | LINEAR            |
| 417179 | 2005 WW114             | 28 de novembre de 2005 | Mount Lemmon         | Mt. Lemmon Survey |
| 417180 | 2005 WQ124             | 25 de novembre de 2005 | Kitt Peak            | Spacewatch        |
| 417181 | 2005 WC138             | 26 de novembre de 2005 | Mount Lemmon         | Mt. Lemmon Survey |
| 417182 | 2005 WX138             | 26 de novembre de 2005 | Mount Lemmon         | Mt. Lemmon Survey |
| 417183 | 2005 WV139             | 26 de novembre de 2005 | Mount Lemmon         | Mt. Lemmon Survey |
| 417184 | 2005 WQ141             | 28 de novembre de 2005 | Mount Lemmon         | Mt. Lemmon Survey |
| 417185 | 2005 WB151             | 28 de novembre de 2005 | Socorro              | LINEAR            |
| 417186 | 2005 WK154             | 29 de novembre de 2005 | Socorro              | LINEAR            |
| 417187 | 2005 WU154             | 29 de novembre de 2005 | Kitt Peak            | Spacewatch        |
| 417188 | 2005 WA163             | 29 de novembre de 2005 | Kitt Peak            | Spacewatch        |
| 417189 | 2005 WV169             | 22 de novembre de 2005 | Kitt Peak            | Spacewatch        |
| 417190 | 2005 WQ172             | 30 de novembre de 2005 | Mount Lemmon         | Mt. Lemmon Survey |
| 417191 | 2005 WK173             | 30 de novembre de 2005 | Kitt Peak            | Spacewatch        |
| 417192 | 2005 WT182             | 26 de novembre de 2005 | Socorro              | LINEAR            |
| 417193 | 2005 WS186             | 29 de novembre de 2005 | Kitt Peak            | Spacewatch        |
| 417194 | 2005 WJ193             | 28 de novembre de 2005 | Catalina             | CSS               |
| 417195 | 2005 WB196             | 26 de novembre de 2005 | Mount Lemmon         | Mt. Lemmon Survey |
| 417196 | 2005 WQ198             | 25 de novembre de 2005 | Kitt Peak            | Spacewatch        |
| 417197 | 2005 WS198             | 25 de novembre de 2005 | Kitt Peak            | Spacewatch        |
| 417198 | 2005 WM201             | 29 de novembre de 2005 | Kitt Peak            | Spacewatch        |
| 417199 | 2005 WH208             | 25 de novembre de 2005 | Mount Lemmon         | Mt. Lemmon Survey |
| 417200 | 2005 XA4               | 1 de desembre de 2005  | Palomar              | NEAT              |

## 417201-417300
| Nom    | Designació provisional | Data de descobriment   | Lloc de descobriment | Descobridor/s        |
| ------ | ---------------------- | ---------------------- | -------------------- | -------------------- |
| 417201 | 2005 XM4               | 4 de desembre de 2005  | Siding Spring        | Siding Spring Survey |
| 417202 | 2005 XL5               | 6 de novembre de 2005  | Mount Lemmon         | Mt. Lemmon Survey    |
| 417203 | 2005 XL11              | 1 de desembre de 2005  | Kitt Peak            | Spacewatch           |
| 417204 | 2005 XS39              | 5 de desembre de 2005  | Socorro              | LINEAR               |
| 417205 | 2005 XZ41              | 2 de desembre de 2005  | Mount Lemmon         | Mt. Lemmon Survey    |
| 417206 | 2005 XC50              | 2 de desembre de 2005  | Kitt Peak            | Spacewatch           |
| 417207 | 2005 XE58              | 2 de desembre de 2005  | Mount Lemmon         | Mt. Lemmon Survey    |
| 417208 | 2005 XW58              | 2 de desembre de 2005  | Mount Lemmon         | Mt. Lemmon Survey    |
| 417209 | 2005 XY61              | 5 de desembre de 2005  | Socorro              | LINEAR               |
| 417210 | 2005 XV77              | 10 de desembre de 2005 | Catalina             | CSS                  |
| 417211 | 2005 XL80              | 14 de desembre de 2005 | Anderson Mesa        | LONEOS               |
| 417212 | 2005 XZ81              | 8 de desembre de 2005  | Kitt Peak            | Spacewatch           |
| 417213 | 2005 XY86              | 10 de desembre de 2005 | Kitt Peak            | Spacewatch           |
| 417214 | 2005 XF102             | 1 de desembre de 2005  | Kitt Peak            | M. W. Buie           |
| 417215 | 2005 XM103             | 1 de desembre de 2005  | Kitt Peak            | M. W. Buie           |
| 417216 | 2005 XV109             | 1 de desembre de 2005  | Kitt Peak            | M. W. Buie           |
| 417217 | 2005 YS                | 21 de desembre de 2005 | Socorro              | LINEAR               |
| 417218 | 2005 YL12              | 30 de novembre de 2005 | Kitt Peak            | Spacewatch           |
| 417219 | 2005 YT12              | 22 de desembre de 2005 | Kitt Peak            | Spacewatch           |
| 417220 | 2005 YV24              | 24 de desembre de 2005 | Kitt Peak            | Spacewatch           |
| 417221 | 2005 YJ28              | 22 de desembre de 2005 | Kitt Peak            | Spacewatch           |
| 417222 | 2005 YW31              | 22 de desembre de 2005 | Kitt Peak            | Spacewatch           |
| 417223 | 2005 YH34              | 24 de desembre de 2005 | Kitt Peak            | Spacewatch           |
| 417224 | 2005 YQ37              | 21 de desembre de 2005 | Catalina             | CSS                  |
| 417225 | 2005 YO41              | 22 de desembre de 2005 | Catalina             | CSS                  |
| 417226 | 2005 YE47              | 25 de desembre de 2005 | Kitt Peak            | Spacewatch           |
| 417227 | 2005 YQ48              | 22 de desembre de 2005 | Kitt Peak            | Spacewatch           |
| 417228 | 2005 YA50              | 25 de desembre de 2005 | Kitt Peak            | Spacewatch           |
| 417229 | 2005 YK52              | 30 de novembre de 2005 | Mount Lemmon         | Mt. Lemmon Survey    |
| 417230 | 2005 YW56              | 30 de novembre de 2005 | Kitt Peak            | Spacewatch           |
| 417231 | 2005 YT57              | 24 de desembre de 2005 | Kitt Peak            | Spacewatch           |
| 417232 | 2005 YN70              | 27 de desembre de 2005 | Mount Lemmon         | Mt. Lemmon Survey    |
| 417233 | 2005 YB72              | 5 de desembre de 2005  | Socorro              | LINEAR               |
| 417234 | 2005 YM74              | 24 de desembre de 2005 | Kitt Peak            | Spacewatch           |
| 417235 | 2005 YA77              | 24 de desembre de 2005 | Kitt Peak            | Spacewatch           |
| 417236 | 2005 YS88              | 25 de desembre de 2005 | Mount Lemmon         | Mt. Lemmon Survey    |
| 417237 | 2005 YY91              | 27 de desembre de 2005 | Socorro              | LINEAR               |
| 417238 | 2005 YL92              | 27 de desembre de 2005 | Mount Lemmon         | Mt. Lemmon Survey    |
| 417239 | 2005 YF110             | 25 de desembre de 2005 | Kitt Peak            | Spacewatch           |
| 417240 | 2005 YV117             | 25 de desembre de 2005 | Kitt Peak            | Spacewatch           |
| 417241 | 2005 YH122             | 22 de desembre de 2005 | Catalina             | CSS                  |
| 417242 | 2005 YY132             | 10 de desembre de 2005 | Kitt Peak            | Spacewatch           |
| 417243 | 2005 YY156             | 27 de desembre de 2005 | Kitt Peak            | Spacewatch           |
| 417244 | 2005 YZ160             | 27 de desembre de 2005 | Kitt Peak            | Spacewatch           |
| 417245 | 2005 YN161             | 27 de desembre de 2005 | Socorro              | LINEAR               |
| 417246 | 2005 YZ184             | 27 de desembre de 2005 | Mount Lemmon         | Mt. Lemmon Survey    |
| 417247 | 2005 YD188             | 28 de desembre de 2005 | Kitt Peak            | Spacewatch           |
| 417248 | 2005 YY191             | 30 de desembre de 2005 | Kitt Peak            | Spacewatch           |
| 417249 | 2005 YE204             | 25 de desembre de 2005 | Mount Lemmon         | Mt. Lemmon Survey    |
| 417250 | 2005 YZ205             | 27 de desembre de 2005 | Kitt Peak            | Spacewatch           |
| 417251 | 2005 YS207             | 29 de desembre de 2005 | Kitt Peak            | Spacewatch           |
| 417252 | 2005 YN217             | 30 de desembre de 2005 | Kitt Peak            | Spacewatch           |
| 417253 | 2005 YS222             | 21 de desembre de 2005 | Catalina             | CSS                  |
| 417254 | 2005 YW227             | 25 de desembre de 2005 | Mount Lemmon         | Mt. Lemmon Survey    |
| 417255 | 2005 YQ229             | 2 de desembre de 2005  | Kitt Peak            | Spacewatch           |
| 417256 | 2005 YA238             | 28 de desembre de 2005 | Kitt Peak            | Spacewatch           |
| 417257 | 2005 YD245             | 30 de desembre de 2005 | Kitt Peak            | Spacewatch           |
| 417258 | 2005 YK245             | 30 de desembre de 2005 | Mount Lemmon         | Mt. Lemmon Survey    |
| 417259 | 2005 YM258             | 22 de desembre de 2005 | Kitt Peak            | Spacewatch           |
| 417260 | 2005 YN260             | 24 de desembre de 2005 | Kitt Peak            | Spacewatch           |
| 417261 | 2005 YX260             | 24 de desembre de 2005 | Kitt Peak            | Spacewatch           |
| 417262 | 2005 YG271             | 28 de desembre de 2005 | Kitt Peak            | Spacewatch           |
| 417263 | 2005 YV286             | 31 de desembre de 2005 | Kitt Peak            | Spacewatch           |
| 417264 | 2006 AT2               | 5 de gener de 2006     | Catalina             | CSS                  |
| 417265 | 2006 AQ6               | 29 de desembre de 2005 | Catalina             | CSS                  |
| 417266 | 2006 AD15              | 5 de gener de 2006     | Mount Lemmon         | Mt. Lemmon Survey    |
| 417267 | 2006 AA25              | 5 de desembre de 2005  | Mount Lemmon         | Mt. Lemmon Survey    |
| 417268 | 2006 AM29              | 2 de gener de 2006     | Catalina             | CSS                  |
| 417269 | 2006 AQ31              | 5 de gener de 2006     | Catalina             | CSS                  |
| 417270 | 2006 AG32              | 5 de gener de 2006     | Catalina             | CSS                  |
| 417271 | 2006 AQ32              | 5 de gener de 2006     | Kitt Peak            | Spacewatch           |
| 417272 | 2006 AU34              | 22 de desembre de 2005 | Kitt Peak            | Spacewatch           |
| 417273 | 2006 AX42              | 6 de gener de 2006     | Kitt Peak            | Spacewatch           |
| 417274 | 2006 AL44              | 7 de gener de 2006     | Kitt Peak            | Spacewatch           |
| 417275 | 2006 AO47              | 7 de gener de 2006     | Mount Lemmon         | Mt. Lemmon Survey    |
| 417276 | 2006 AV50              | 26 de desembre de 2005 | Mount Lemmon         | Mt. Lemmon Survey    |
| 417277 | 2006 AJ57              | 8 de gener de 2006     | Mount Lemmon         | Mt. Lemmon Survey    |
| 417278 | 2006 AC62              | 5 de gener de 2006     | Kitt Peak            | Spacewatch           |
| 417279 | 2006 AT65              | 8 de gener de 2006     | Kitt Peak            | Spacewatch           |
| 417280 | 2006 AR67              | 9 de gener de 2006     | Mount Lemmon         | Mt. Lemmon Survey    |
| 417281 | 2006 AG90              | 6 de gener de 2006     | Mount Lemmon         | Mt. Lemmon Survey    |
| 417282 | 2006 AZ96              | 3 de gener de 2006     | Socorro              | LINEAR               |
| 417283 | 2006 AL97              | 6 de gener de 2006     | Catalina             | CSS                  |
| 417284 | 2006 AC105             | 7 de gener de 2006     | Mount Lemmon         | Mt. Lemmon Survey    |
| 417285 | 2006 BH2               | 7 de gener de 2006     | Mount Lemmon         | Mt. Lemmon Survey    |
| 417286 | 2006 BS3               | 25 de desembre de 2005 | Mount Lemmon         | Mt. Lemmon Survey    |
| 417287 | 2006 BH5               | 8 de gener de 2006     | Kitt Peak            | Spacewatch           |
| 417288 | 2006 BB6               | 29 de novembre de 2005 | Mount Lemmon         | Mt. Lemmon Survey    |
| 417289 | 2006 BK8               | 30 de novembre de 2005 | Mount Lemmon         | Mt. Lemmon Survey    |
| 417290 | 2006 BJ30              | 6 de desembre de 2005  | Mount Lemmon         | Mt. Lemmon Survey    |
| 417291 | 2006 BQ45              | 7 de gener de 2006     | Mount Lemmon         | Mt. Lemmon Survey    |
| 417292 | 2006 BP57              | 23 de gener de 2006    | Kitt Peak            | Spacewatch           |
| 417293 | 2006 BV63              | 22 de gener de 2006    | Mount Lemmon         | Mt. Lemmon Survey    |
| 417294 | 2006 BK66              | 23 de gener de 2006    | Kitt Peak            | Spacewatch           |
| 417295 | 2006 BB69              | 23 de gener de 2006    | Kitt Peak            | Spacewatch           |
| 417296 | 2006 BH69              | 23 de gener de 2006    | Kitt Peak            | Spacewatch           |
| 417297 | 2006 BA72              | 23 de gener de 2006    | Kitt Peak            | Spacewatch           |
| 417298 | 2006 BE80              | 23 de gener de 2006    | Kitt Peak            | Spacewatch           |
| 417299 | 2006 BT80              | 23 de gener de 2006    | Kitt Peak            | Spacewatch           |
| 417300 | 2006 BA82              | 23 de gener de 2006    | Kitt Peak            | Spacewatch           |

## 417301-417400
| Nom    | Designació provisional | Data de descobriment | Lloc de descobriment | Descobridor/s               |
| ------ | ---------------------- | -------------------- | -------------------- | --------------------------- |
| 417301 | 2006 BM86              | 25 de gener de 2006  | Kitt Peak            | Spacewatch                  |
| 417302 | 2006 BV90              | 26 de gener de 2006  | Socorro              | LINEAR                      |
| 417303 | 2006 BE97              | 26 de gener de 2006  | Mount Lemmon         | Mt. Lemmon Survey           |
| 417304 | 2006 BS97              | 27 de gener de 2006  | Mount Lemmon         | Mt. Lemmon Survey           |
| 417305 | 2006 BA103             | 23 de gener de 2006  | Mount Lemmon         | Mt. Lemmon Survey           |
| 417306 | 2006 BT109             | 25 de gener de 2006  | Kitt Peak            | Spacewatch                  |
| 417307 | 2006 BB111             | 25 de gener de 2006  | Kitt Peak            | Spacewatch                  |
| 417308 | 2006 BC113             | 25 de gener de 2006  | Kitt Peak            | Spacewatch                  |
| 417309 | 2006 BR120             | 21 de gener de 2006  | Kitt Peak            | Spacewatch                  |
| 417310 | 2006 BM133             | 26 de gener de 2006  | Kitt Peak            | Spacewatch                  |
| 417311 | 2006 BF146             | 29 de gener de 2006  | Altschwendt          | Altschwendt                 |
| 417312 | 2006 BS146             | 23 de gener de 2006  | Kitt Peak            | Spacewatch                  |
| 417313 | 2006 BV153             | 25 de gener de 2006  | Kitt Peak            | Spacewatch                  |
| 417314 | 2006 BR154             | 25 de gener de 2006  | Kitt Peak            | Spacewatch                  |
| 417315 | 2006 BA163             | 26 de gener de 2006  | Mount Lemmon         | Mt. Lemmon Survey           |
| 417316 | 2006 BX163             | 26 de gener de 2006  | Mount Lemmon         | Mt. Lemmon Survey           |
| 417317 | 2006 BL168             | 26 de gener de 2006  | Kitt Peak            | Spacewatch                  |
| 417318 | 2006 BA169             | 26 de gener de 2006  | Mount Lemmon         | Mt. Lemmon Survey           |
| 417319 | 2006 BT181             | 27 de gener de 2006  | Mount Lemmon         | Mt. Lemmon Survey           |
| 417320 | 2006 BU228             | 23 de gener de 2006  | Kitt Peak            | Spacewatch                  |
| 417321 | 2006 BJ247             | 25 de gener de 1996  | Kitt Peak            | Spacewatch                  |
| 417322 | 2006 BU282             | 23 de gener de 2006  | Kitt Peak            | Spacewatch                  |
| 417323 | 2006 BX283             | 25 de gener de 2006  | Kitt Peak            | Spacewatch                  |
| 417324 | 2006 CE14              | 23 de gener de 2006  | Mount Lemmon         | Mt. Lemmon Survey           |
| 417325 | 2006 CJ22              | 1 de febrer de 2006  | Kitt Peak            | Spacewatch                  |
| 417326 | 2006 CJ24              | 2 de febrer de 2006  | Kitt Peak            | Spacewatch                  |
| 417327 | 2006 CZ29              | 2 de febrer de 2006  | Kitt Peak            | Spacewatch                  |
| 417328 | 2006 CW46              | 7 de gener de 2006   | Mount Lemmon         | Mt. Lemmon Survey           |
| 417329 | 2006 CH51              | 22 de gener de 2006  | Mount Lemmon         | Mt. Lemmon Survey           |
| 417330 | 2006 DB3               | 20 de febrer de 2006 | Kitt Peak            | Spacewatch                  |
| 417331 | 2006 DO5               | 31 de gener de 2006  | Kitt Peak            | Spacewatch                  |
| 417332 | 2006 DQ17              | 23 de gener de 2006  | Kitt Peak            | Spacewatch                  |
| 417333 | 2006 DY21              | 20 de febrer de 2006 | Kitt Peak            | Spacewatch                  |
| 417334 | 2006 DX44              | 20 de febrer de 2006 | Kitt Peak            | Spacewatch                  |
| 417335 | 2006 DQ59              | 24 de febrer de 2006 | Mount Lemmon         | Mt. Lemmon Survey           |
| 417336 | 2006 DZ69              | 20 de febrer de 2006 | Kitt Peak            | Spacewatch                  |
| 417337 | 2006 DR79              | 24 de febrer de 2006 | Kitt Peak            | Spacewatch                  |
| 417338 | 2006 DE88              | 24 de febrer de 2006 | Kitt Peak            | Spacewatch                  |
| 417339 | 2006 DL96              | 24 de febrer de 2006 | Kitt Peak            | Spacewatch                  |
| 417340 | 2006 DW108             | 25 de febrer de 2006 | Kitt Peak            | Spacewatch                  |
| 417341 | 2006 DW112             | 27 de febrer de 2006 | Mount Lemmon         | Mt. Lemmon Survey           |
| 417342 | 2006 DR122             | 24 de febrer de 2006 | Anderson Mesa        | LONEOS                      |
| 417343 | 2006 DP133             | 25 de febrer de 2006 | Kitt Peak            | Spacewatch                  |
| 417344 | 2006 DR144             | 25 de febrer de 2006 | Mount Lemmon         | Mt. Lemmon Survey           |
| 417345 | 2006 DE154             | 25 de febrer de 2006 | Kitt Peak            | Spacewatch                  |
| 417346 | 2006 DJ157             | 27 de febrer de 2006 | Kitt Peak            | Spacewatch                  |
| 417347 | 2006 DR182             | 27 de febrer de 2006 | Mount Lemmon         | Mt. Lemmon Survey           |
| 417348 | 2006 DD201             | 27 de febrer de 2006 | Catalina             | CSS                         |
| 417349 | 2006 EP18              | 2 de març de 2006    | Kitt Peak            | Spacewatch                  |
| 417350 | 2006 EY18              | 24 de febrer de 2006 | Kitt Peak            | Spacewatch                  |
| 417351 | 2006 EM30              | 3 de març de 2006    | Kitt Peak            | Spacewatch                  |
| 417352 | 2006 EO35              | 3 de març de 2006    | Kitt Peak            | Spacewatch                  |
| 417353 | 2006 EF41              | 4 de març de 2006    | Kitt Peak            | Spacewatch                  |
| 417354 | 2006 EB57              | 5 de març de 2006    | Kitt Peak            | Spacewatch                  |
| 417355 | 2006 EY67              | 25 de gener de 2006  | Kitt Peak            | Spacewatch                  |
| 417356 | 2006 FN13              | 23 de març de 2006   | Kitt Peak            | Spacewatch                  |
| 417357 | 2006 FD17              | 23 de març de 2006   | Mount Lemmon         | Mt. Lemmon Survey           |
| 417358 | 2006 FQ21              | 24 de març de 2006   | Mount Lemmon         | Mt. Lemmon Survey           |
| 417359 | 2006 FO28              | 24 de març de 2006   | Mount Lemmon         | Mt. Lemmon Survey           |
| 417360 | 2006 FY28              | 24 de març de 2006   | Mount Lemmon         | Mt. Lemmon Survey           |
| 417361 | 2006 FT32              | 25 de març de 2006   | Kitt Peak            | Spacewatch                  |
| 417362 | 2006 FZ43              | 3 de març de 2006    | Catalina             | CSS                         |
| 417363 | 2006 FN53              | 24 de març de 2006   | Mount Lemmon         | Mt. Lemmon Survey           |
| 417364 | 2006 FF55              | 23 de març de 2006   | Mount Lemmon         | Mt. Lemmon Survey           |
| 417365 | 2006 GZ1               | 2 d'abril de 2006    | Great Shefford       | P. Birtwhistle              |
| 417366 | 2006 GK2               | 5 d'abril de 2006    | Cordell-Lorenz       | D. T. Durig, C. E. Plunkett |
| 417367 | 2006 GD26              | 2 d'abril de 2006    | Kitt Peak            | Spacewatch                  |
| 417368 | 2006 GL27              | 2 d'abril de 2006    | Kitt Peak            | Spacewatch                  |
| 417369 | 2006 GD30              | 4 d'abril de 1995    | Kitt Peak            | Spacewatch                  |
| 417370 | 2006 GS35              | 7 d'abril de 2006    | Catalina             | CSS                         |
| 417371 | 2006 GH39              | 8 d'abril de 2006    | Anderson Mesa        | LONEOS                      |
| 417372 | 2006 GD47              | 9 d'abril de 2006    | Kitt Peak            | Spacewatch                  |
| 417373 | 2006 GJ55              | 9 d'abril de 2006    | Kitt Peak            | Spacewatch                  |
| 417374 | 2006 HL21              | 20 d'abril de 2006   | Kitt Peak            | Spacewatch                  |
| 417375 | 2006 HY23              | 20 d'abril de 2006   | Kitt Peak            | Spacewatch                  |
| 417376 | 2006 HJ29              | 21 d'abril de 2006   | Mount Lemmon         | Mt. Lemmon Survey           |
| 417377 | 2006 HL32              | 19 d'abril de 2006   | Palomar              | NEAT                        |
| 417378 | 2006 HB53              | 19 d'abril de 2006   | Anderson Mesa        | LONEOS                      |
| 417379 | 2006 HS55              | 24 d'abril de 2006   | Anderson Mesa        | LONEOS                      |
| 417380 | 2006 HM57              | 29 d'abril de 2006   | Wrightwood           | J. W. Young                 |
| 417381 | 2006 HR57              | 28 d'abril de 2006   | Socorro              | LINEAR                      |
| 417382 | 2006 HY59              | 24 d'abril de 2006   | Anderson Mesa        | LONEOS                      |
| 417383 | 2006 HZ67              | 24 d'abril de 2006   | Mount Lemmon         | Mt. Lemmon Survey           |
| 417384 | 2006 HR68              | 24 d'abril de 2006   | Kitt Peak            | Spacewatch                  |
| 417385 | 2006 HR71              | 25 d'abril de 2006   | Kitt Peak            | Spacewatch                  |
| 417386 | 2006 HP75              | 25 d'abril de 2006   | Kitt Peak            | Spacewatch                  |
| 417387 | 2006 HK93              | 29 d'abril de 2006   | Kitt Peak            | Spacewatch                  |
| 417388 | 2006 HC94              | 29 d'abril de 2006   | Kitt Peak            | Spacewatch                  |
| 417389 | 2006 HU100             | 30 d'abril de 2006   | Kitt Peak            | Spacewatch                  |
| 417390 | 2006 HA108             | 30 d'abril de 2006   | Kitt Peak            | Spacewatch                  |
| 417391 | 2006 HB115             | 26 d'abril de 2006   | Kitt Peak            | Spacewatch                  |
| 417392 | 2006 HK115             | 26 d'abril de 2006   | Kitt Peak            | Spacewatch                  |
| 417393 | 2006 HW116             | 26 d'abril de 2006   | Kitt Peak            | Spacewatch                  |
| 417394 | 2006 HY118             | 30 d'abril de 2006   | Kitt Peak            | Spacewatch                  |
| 417395 | 2006 HL122             | 26 d'abril de 2006   | Catalina             | CSS                         |
| 417396 | 2006 HM134             | 26 d'abril de 2006   | Cerro Tololo         | M. W. Buie                  |
| 417397 | 2006 HE149             | 27 d'abril de 2006   | Cerro Tololo         | M. W. Buie                  |
| 417398 | 2006 HC154             | 24 d'abril de 2006   | Kitt Peak            | Spacewatch                  |
| 417399 | 2006 HD154             | 26 d'abril de 2006   | Kitt Peak            | Spacewatch                  |
| 417400 | 2006 HG154             | 29 d'abril de 2006   | Kitt Peak            | Spacewatch                  |

## 417401-417500
| Nom    | Designació provisional | Data de descobriment   | Lloc de descobriment | Descobridor/s        |
| ------ | ---------------------- | ---------------------- | -------------------- | -------------------- |
| 417401 | 2006 JT3               | 19 d'abril de 2006     | Mount Lemmon         | Mt. Lemmon Survey    |
| 417402 | 2006 JO5               | 24 d'abril de 2006     | Mount Lemmon         | Mt. Lemmon Survey    |
| 417403 | 2006 JA10              | 1 de maig de 2006      | Kitt Peak            | Spacewatch           |
| 417404 | 2006 JC12              | 1 de maig de 2006      | Kitt Peak            | Spacewatch           |
| 417405 | 2006 JR14              | 1 de maig de 2006      | Kitt Peak            | Spacewatch           |
| 417406 | 2006 JO21              | 24 de novembre de 2003 | Kitt Peak            | Spacewatch           |
| 417407 | 2006 JF30              | 3 de maig de 2006      | Kitt Peak            | Spacewatch           |
| 417408 | 2006 JT31              | 21 d'abril de 2006     | Kitt Peak            | Spacewatch           |
| 417409 | 2006 JY34              | 4 de maig de 2006      | Kitt Peak            | Spacewatch           |
| 417410 | 2006 JN35              | 4 de maig de 2006      | Kitt Peak            | Spacewatch           |
| 417411 | 2006 JG39              | 6 de maig de 2006      | Mount Lemmon         | Mt. Lemmon Survey    |
| 417412 | 2006 JM40              | 7 de maig de 2006      | Kitt Peak            | Spacewatch           |
| 417413 | 2006 JF48              | 30 d'abril de 2006     | Kitt Peak            | Spacewatch           |
| 417414 | 2006 JP53              | 6 de maig de 2006      | Mount Lemmon         | Mt. Lemmon Survey    |
| 417415 | 2006 JD54              | 7 de maig de 2006      | Mount Lemmon         | Mt. Lemmon Survey    |
| 417416 | 2006 KV4               | 19 de maig de 2006     | Mount Lemmon         | Mt. Lemmon Survey    |
| 417417 | 2006 KM11              | 19 de maig de 2006     | Palomar              | NEAT                 |
| 417418 | 2006 KX18              | 21 de maig de 2006     | Kitt Peak            | Spacewatch           |
| 417419 | 2006 KL21              | 23 de maig de 2006     | Catalina             | CSS                  |
| 417420 | 2006 KK36              | 21 de maig de 2006     | Kitt Peak            | Spacewatch           |
| 417421 | 2006 KF37              | 22 de maig de 2006     | Kitt Peak            | Spacewatch           |
| 417422 | 2006 KZ42              | 20 de maig de 2006     | Mount Lemmon         | Mt. Lemmon Survey    |
| 417423 | 2006 KJ43              | 12 d'abril de 2000     | Kitt Peak            | Spacewatch           |
| 417424 | 2006 KC47              | 21 de maig de 2006     | Mount Lemmon         | Mt. Lemmon Survey    |
| 417425 | 2006 KQ49              | 21 de maig de 2006     | Kitt Peak            | Spacewatch           |
| 417426 | 2006 KS50              | 21 de maig de 2006     | Kitt Peak            | Spacewatch           |
| 417427 | 2006 KD53              | 21 de maig de 2006     | Kitt Peak            | Spacewatch           |
| 417428 | 2006 KY59              | 22 de maig de 2006     | Kitt Peak            | Spacewatch           |
| 417429 | 2006 KG60              | 22 de maig de 2006     | Kitt Peak            | Spacewatch           |
| 417430 | 2006 KK68              | 20 de maig de 2006     | Mount Lemmon         | Mt. Lemmon Survey    |
| 417431 | 2006 KW70              | 22 de maig de 2006     | Kitt Peak            | Spacewatch           |
| 417432 | 2006 KL71              | 22 de maig de 2006     | Kitt Peak            | Spacewatch           |
| 417433 | 2006 KM73              | 23 de maig de 2006     | Kitt Peak            | Spacewatch           |
| 417434 | 2006 KP73              | 23 de maig de 2006     | Kitt Peak            | Spacewatch           |
| 417435 | 2006 KQ75              | 24 de maig de 2006     | Kitt Peak            | Spacewatch           |
| 417436 | 2006 KE80              | 25 de maig de 2006     | Mount Lemmon         | Mt. Lemmon Survey    |
| 417437 | 2006 KD81              | 25 de maig de 2006     | Mount Lemmon         | Mt. Lemmon Survey    |
| 417438 | 2006 KE85              | 18 de maig de 2006     | Palomar              | NEAT                 |
| 417439 | 2006 KS91              | 25 de maig de 2006     | Kitt Peak            | Spacewatch           |
| 417440 | 2006 KJ95              | 25 de maig de 2006     | Mount Lemmon         | Mt. Lemmon Survey    |
| 417441 | 2006 KG100             | 24 de maig de 2006     | Reedy Creek          | J. Broughton         |
| 417442 | 2006 KU101             | 27 de maig de 2006     | Kitt Peak            | Spacewatch           |
| 417443 | 2006 KX119             | 31 de maig de 2006     | Kitt Peak            | Spacewatch           |
| 417444 | 2006 OE2               | 20 de juliol de 2006   | Siding Spring        | Siding Spring Survey |
| 417445 | 2006 OE11              | 20 de juliol de 2006   | Palomar              | NEAT                 |
| 417446 | 2006 OZ11              | 21 de juliol de 2006   | Catalina             | CSS                  |
| 417447 | 2006 PQ5               | 12 d'agost de 2006     | Palomar              | NEAT                 |
| 417448 | 2006 PM6               | 12 d'agost de 2006     | Palomar              | NEAT                 |
| 417449 | 2006 PR18              | 13 d'agost de 2006     | Palomar              | NEAT                 |
| 417450 | 2006 PM25              | 2 de febrer de 2005    | Kitt Peak            | Spacewatch           |
| 417451 | 2006 PP43              | 7 d'agost de 2006      | Siding Spring        | Siding Spring Survey |
| 417452 | 2006 QE13              | 16 d'agost de 2006     | Siding Spring        | Siding Spring Survey |
| 417453 | 2006 QJ14              | 17 d'agost de 2006     | Palomar              | NEAT                 |
| 417454 | 2006 QL14              | 17 d'agost de 2006     | Palomar              | NEAT                 |
| 417455 | 2006 QX15              | 17 d'agost de 2006     | Palomar              | NEAT                 |
| 417456 | 2006 QT32              | 22 d'agost de 2006     | Palomar              | NEAT                 |
| 417457 | 2006 QX34              | 17 d'agost de 2006     | Palomar              | NEAT                 |
| 417458 | 2006 QN35              | 17 d'agost de 2006     | Palomar              | NEAT                 |
| 417459 | 2006 QT50              | 22 d'agost de 2006     | Palomar              | NEAT                 |
| 417460 | 2006 QB51              | 23 d'agost de 2006     | Socorro              | LINEAR               |
| 417461 | 2006 QX54              | 19 d'agost de 2006     | Palomar              | NEAT                 |
| 417462 | 2006 QH55              | 20 d'agost de 2006     | Palomar              | NEAT                 |
| 417463 | 2006 QD59              | 19 d'agost de 2006     | Anderson Mesa        | LONEOS               |
| 417464 | 2006 QY64              | 27 d'agost de 2006     | Kitt Peak            | Spacewatch           |
| 417465 | 2006 QW76              | 21 d'agost de 2006     | Kitt Peak            | Spacewatch           |
| 417466 | 2006 QC92              | 16 d'agost de 2006     | Palomar              | NEAT                 |
| 417467 | 2006 QN99              | 23 d'agost de 2006     | Palomar              | NEAT                 |
| 417468 | 2006 QT106             | 28 d'agost de 2006     | Catalina             | CSS                  |
| 417469 | 2006 QU128             | 17 d'agost de 2006     | Palomar              | NEAT                 |
| 417470 | 2006 QK146             | 18 d'agost de 2006     | Kitt Peak            | Spacewatch           |
| 417471 | 2006 QJ183             | 28 d'agost de 2006     | Kitt Peak            | Spacewatch           |
| 417472 | 2006 RZ7               | 12 de setembre de 2006 | Catalina             | CSS                  |
| 417473 | 2006 RD21              | 15 de setembre de 2006 | Kitt Peak            | Spacewatch           |
| 417474 | 2006 RR22              | 15 de setembre de 2006 | Eskridge             | Eskridge             |
| 417475 | 2006 RF30              | 15 de setembre de 2006 | Kitt Peak            | Spacewatch           |
| 417476 | 2006 RD37              | 27 d'agost de 2006     | Kitt Peak            | Spacewatch           |
| 417477 | 2006 RH38              | 13 de setembre de 2006 | Palomar              | NEAT                 |
| 417478 | 2006 RV38              | 14 de setembre de 2006 | Catalina             | CSS                  |
| 417479 | 2006 RC40              | 12 de setembre de 2006 | Catalina             | CSS                  |
| 417480 | 2006 RK41              | 14 de setembre de 2006 | Palomar              | NEAT                 |
| 417481 | 2006 RP53              | 14 de setembre de 2006 | Kitt Peak            | Spacewatch           |
| 417482 | 2006 RQ55              | 14 de setembre de 2006 | Kitt Peak            | Spacewatch           |
| 417483 | 2006 RW59              | 15 de setembre de 2006 | Kitt Peak            | Spacewatch           |
| 417484 | 2006 RR64              | 14 de setembre de 2006 | Kitt Peak            | Spacewatch           |
| 417485 | 2006 RN69              | 15 de setembre de 2006 | Kitt Peak            | Spacewatch           |
| 417486 | 2006 RJ72              | 15 de setembre de 2006 | Kitt Peak            | Spacewatch           |
| 417487 | 2006 RV75              | 15 de setembre de 2006 | Kitt Peak            | Spacewatch           |
| 417488 | 2006 RA84              | 15 de setembre de 2006 | Kitt Peak            | Spacewatch           |
| 417489 | 2006 RW85              | 15 de setembre de 2006 | Kitt Peak            | Spacewatch           |
| 417490 | 2006 RL90              | 15 de setembre de 2006 | Kitt Peak            | Spacewatch           |
| 417491 | 2006 SH1               | 21 d'agost de 2006     | Kitt Peak            | Spacewatch           |
| 417492 | 2006 SX5               | 16 de setembre de 2006 | Catalina             | CSS                  |
| 417493 | 2006 SP6               | 16 de setembre de 2006 | Palomar              | NEAT                 |
| 417494 | 2006 SX33              | 17 de setembre de 2006 | Catalina             | CSS                  |
| 417495 | 2006 SK51              | 17 de setembre de 2006 | Anderson Mesa        | LONEOS               |
| 417496 | 2006 SD64              | 19 de setembre de 2006 | Siding Spring        | Siding Spring Survey |
| 417497 | 2006 SW66              | 19 de setembre de 2006 | Kitt Peak            | Spacewatch           |
| 417498 | 2006 SE71              | 19 de setembre de 2006 | Kitt Peak            | Spacewatch           |
| 417499 | 2006 SS75              | 19 de setembre de 2006 | Kitt Peak            | Spacewatch           |
| 417500 | 2006 SX112             | 15 de setembre de 2006 | Kitt Peak            | Spacewatch           |

## 417501-417600
| Nom    | Designació provisional | Data de descobriment   | Lloc de descobriment | Descobridor/s        |
| ------ | ---------------------- | ---------------------- | -------------------- | -------------------- |
| 417501 | 2006 SN117             | 24 de setembre de 2006 | Kitt Peak            | Spacewatch           |
| 417502 | 2006 SC119             | 18 de setembre de 2006 | Anderson Mesa        | LONEOS               |
| 417503 | 2006 SV127             | 17 de setembre de 2006 | Catalina             | CSS                  |
| 417504 | 2006 SH185             | 25 de setembre de 2006 | Kitt Peak            | Spacewatch           |
| 417505 | 2006 SX211             | 26 de setembre de 2006 | Mount Lemmon         | Mt. Lemmon Survey    |
| 417506 | 2006 SY221             | 16 de setembre de 2006 | Kitt Peak            | Spacewatch           |
| 417507 | 2006 SD223             | 25 de setembre de 2006 | Mount Lemmon         | Mt. Lemmon Survey    |
| 417508 | 2006 SV227             | 26 de setembre de 2006 | Kitt Peak            | Spacewatch           |
| 417509 | 2006 SH259             | 26 de setembre de 2006 | Kitt Peak            | Spacewatch           |
| 417510 | 2006 SD263             | 26 de setembre de 2006 | Mount Lemmon         | Mt. Lemmon Survey    |
| 417511 | 2006 SL267             | 26 de setembre de 2006 | Kitt Peak            | Spacewatch           |
| 417512 | 2006 SU271             | 27 de setembre de 2006 | Mount Lemmon         | Mt. Lemmon Survey    |
| 417513 | 2006 SZ282             | 26 de setembre de 2006 | Socorro              | LINEAR               |
| 417514 | 2006 SW284             | 29 de setembre de 2006 | Anderson Mesa        | LONEOS               |
| 417515 | 2006 SP289             | 19 de setembre de 2006 | Catalina             | CSS                  |
| 417516 | 2006 SU291             | 19 de setembre de 2006 | Siding Spring        | Siding Spring Survey |
| 417517 | 2006 SP312             | 27 de setembre de 2006 | Mount Lemmon         | Mt. Lemmon Survey    |
| 417518 | 2006 SQ329             | 27 de setembre de 2006 | Kitt Peak            | Spacewatch           |
| 417519 | 2006 SJ334             | 28 de setembre de 2006 | Kitt Peak            | Spacewatch           |
| 417520 | 2006 SL369             | 18 de setembre de 2006 | Kitt Peak            | Spacewatch           |
| 417521 | 2006 SY393             | 30 de setembre de 2006 | Mount Lemmon         | Mt. Lemmon Survey    |
| 417522 | 2006 SY404             | 28 de setembre de 2006 | Mount Lemmon         | Mt. Lemmon Survey    |
| 417523 | 2006 SA411             | 25 de setembre de 2006 | Mount Lemmon         | Mt. Lemmon Survey    |
| 417524 | 2006 TQ17              | 2 d'octubre de 2006    | Mount Lemmon         | Mt. Lemmon Survey    |
| 417525 | 2006 TE27              | 12 d'octubre de 2006   | Kitt Peak            | Spacewatch           |
| 417526 | 2006 TZ30              | 12 d'octubre de 2006   | Kitt Peak            | Spacewatch           |
| 417527 | 2006 TD31              | 25 de setembre de 2006 | Mount Lemmon         | Mt. Lemmon Survey    |
| 417528 | 2006 TP39              | 12 d'octubre de 2006   | Kitt Peak            | Spacewatch           |
| 417529 | 2006 TE45              | 12 d'octubre de 2006   | Kitt Peak            | Spacewatch           |
| 417530 | 2006 TP46              | 30 de setembre de 2006 | Mount Lemmon         | Mt. Lemmon Survey    |
| 417531 | 2006 TR50              | 12 d'octubre de 2006   | Kitt Peak            | Spacewatch           |
| 417532 | 2006 TG51              | 28 de setembre de 2006 | Mount Lemmon         | Mt. Lemmon Survey    |
| 417533 | 2006 TG76              | 11 d'octubre de 2006   | Palomar              | NEAT                 |
| 417534 | 2006 TC82              | 13 d'octubre de 2006   | Kitt Peak            | Spacewatch           |
| 417535 | 2006 TN89              | 13 d'octubre de 2006   | Kitt Peak            | Spacewatch           |
| 417536 | 2006 TZ99              | 15 d'octubre de 2006   | Kitt Peak            | Spacewatch           |
| 417537 | 2006 TS102             | 15 d'octubre de 2006   | Kitt Peak            | Spacewatch           |
| 417538 | 2006 TQ120             | 12 d'octubre de 2006   | Apache Point         | A. C. Becker         |
| 417539 | 2006 TH125             | 12 d'octubre de 2006   | Kitt Peak            | Spacewatch           |
| 417540 | 2006 TE126             | 2 d'octubre de 2006    | Mount Lemmon         | Mt. Lemmon Survey    |
| 417541 | 2006 TG127             | 4 d'octubre de 2006    | Mount Lemmon         | Mt. Lemmon Survey    |
| 417542 | 2006 UA8               | 16 d'octubre de 2006   | Catalina             | CSS                  |
| 417543 | 2006 UF28              | 16 d'octubre de 2006   | Kitt Peak            | Spacewatch           |
| 417544 | 2006 UM33              | 27 de setembre de 2006 | Mount Lemmon         | Mt. Lemmon Survey    |
| 417545 | 2006 UK35              | 16 d'octubre de 2006   | Catalina             | CSS                  |
| 417546 | 2006 UQ35              | 15 de juliol de 2005   | Mount Lemmon         | Mt. Lemmon Survey    |
| 417547 | 2006 UR35              | 30 de setembre de 2006 | Mount Lemmon         | Mt. Lemmon Survey    |
| 417548 | 2006 UW44              | 28 de setembre de 2006 | Mount Lemmon         | Mt. Lemmon Survey    |
| 417549 | 2006 UZ48              | 17 d'octubre de 2006   | Kitt Peak            | Spacewatch           |
| 417550 | 2006 UM55              | 28 de setembre de 2006 | Mount Lemmon         | Mt. Lemmon Survey    |
| 417551 | 2006 UF60              | 19 d'octubre de 2006   | Mount Lemmon         | Mt. Lemmon Survey    |
| 417552 | 2006 UL78              | 17 d'octubre de 2006   | Kitt Peak            | Spacewatch           |
| 417553 | 2006 UO80              | 25 de setembre de 2006 | Mount Lemmon         | Mt. Lemmon Survey    |
| 417554 | 2006 US82              | 17 d'octubre de 2006   | Kitt Peak            | Spacewatch           |
| 417555 | 2006 UK87              | 27 de setembre de 2006 | Mount Lemmon         | Mt. Lemmon Survey    |
| 417556 | 2006 UP90              | 17 d'octubre de 2006   | Kitt Peak            | Spacewatch           |
| 417557 | 2006 UT96              | 2 d'octubre de 2006    | Mount Lemmon         | Mt. Lemmon Survey    |
| 417558 | 2006 UF101             | 3 d'octubre de 2006    | Mount Lemmon         | Mt. Lemmon Survey    |
| 417559 | 2006 UL112             | 19 d'octubre de 2006   | Kitt Peak            | Spacewatch           |
| 417560 | 2006 UU118             | 19 d'octubre de 2006   | Kitt Peak            | Spacewatch           |
| 417561 | 2006 UN132             | 19 d'octubre de 2006   | Kitt Peak            | Spacewatch           |
| 417562 | 2006 UJ142             | 19 d'octubre de 2006   | Kitt Peak            | Spacewatch           |
| 417563 | 2006 UH143             | 19 d'octubre de 2006   | Palomar              | NEAT                 |
| 417564 | 2006 UO156             | 21 d'octubre de 2006   | Mount Lemmon         | Mt. Lemmon Survey    |
| 417565 | 2006 UJ174             | 19 d'octubre de 2006   | Mount Lemmon         | Mt. Lemmon Survey    |
| 417566 | 2006 UK185             | 28 d'octubre de 2006   | Catalina             | CSS                  |
| 417567 | 2006 UT196             | 20 d'octubre de 2006   | Kitt Peak            | Spacewatch           |
| 417568 | 2006 UB199             | 20 d'octubre de 2006   | Kitt Peak            | Spacewatch           |
| 417569 | 2006 UR212             | 23 d'octubre de 2006   | Kitt Peak            | Spacewatch           |
| 417570 | 2006 UA213             | 23 d'octubre de 2006   | Kitt Peak            | Spacewatch           |
| 417571 | 2006 UX214             | 17 d'octubre de 2006   | Andrushivka          | Andrushivka          |
| 417572 | 2006 UY231             | 21 d'octubre de 2006   | Kitt Peak            | Spacewatch           |
| 417573 | 2006 UA234             | 22 d'octubre de 2006   | Kitt Peak            | Spacewatch           |
| 417574 | 2006 UA254             | 27 d'octubre de 2006   | Mount Lemmon         | Mt. Lemmon Survey    |
| 417575 | 2006 UC269             | 27 d'octubre de 2006   | Mount Lemmon         | Mt. Lemmon Survey    |
| 417576 | 2006 UK272             | 27 d'octubre de 2006   | Mount Lemmon         | Mt. Lemmon Survey    |
| 417577 | 2006 UT273             | 27 d'octubre de 2006   | Kitt Peak            | Spacewatch           |
| 417578 | 2006 UC291             | 21 d'octubre de 2006   | Catalina             | CSS                  |
| 417579 | 2006 UN326             | 21 d'octubre de 2006   | Catalina             | CSS                  |
| 417580 | 2006 UR338             | 31 d'octubre de 2006   | Mount Lemmon         | Mt. Lemmon Survey    |
| 417581 | 2006 VA3               | 11 de novembre de 2006 | Mount Lemmon         | Mt. Lemmon Survey    |
| 417582 | 2006 VX3               | 9 de novembre de 2006  | Kitt Peak            | Spacewatch           |
| 417583 | 2006 VC7               | 10 de novembre de 2006 | Kitt Peak            | Spacewatch           |
| 417584 | 2006 VV9               | 11 de novembre de 2006 | Mount Lemmon         | Mt. Lemmon Survey    |
| 417585 | 2006 VO16              | 9 de novembre de 2006  | Kitt Peak            | Spacewatch           |
| 417586 | 2006 VN30              | 10 de novembre de 2006 | Kitt Peak            | Spacewatch           |
| 417587 | 2006 VF45              | 9 de novembre de 2006  | Altschwendt          | W. Ries              |
| 417588 | 2006 VH50              | 10 de novembre de 2006 | Kitt Peak            | Spacewatch           |
| 417589 | 2006 VQ55              | 11 de novembre de 2006 | Kitt Peak            | Spacewatch           |
| 417590 | 2006 VZ61              | 4 d'octubre de 2006    | Mount Lemmon         | Mt. Lemmon Survey    |
| 417591 | 2006 VE64              | 11 de novembre de 2006 | Kitt Peak            | Spacewatch           |
| 417592 | 2006 VL69              | 11 de novembre de 2006 | Kitt Peak            | Spacewatch           |
| 417593 | 2006 VB85              | 13 de novembre de 2006 | Kitt Peak            | Spacewatch           |
| 417594 | 2006 VF87              | 14 de novembre de 2006 | Catalina             | CSS                  |
| 417595 | 2006 VS94              | 23 d'octubre de 2006   | Mount Lemmon         | Mt. Lemmon Survey    |
| 417596 | 2006 VO104             | 13 de novembre de 2006 | Catalina             | CSS                  |
| 417597 | 2006 VJ108             | 13 de novembre de 2006 | Kitt Peak            | Spacewatch           |
| 417598 | 2006 VM117             | 14 de novembre de 2006 | Kitt Peak            | Spacewatch           |
| 417599 | 2006 VA125             | 1 de novembre de 2006  | Mount Lemmon         | Mt. Lemmon Survey    |
| 417600 | 2006 VM125             | 1 de novembre de 2006  | Mount Lemmon         | Mt. Lemmon Survey    |

## 417601-417700
| Nom    | Designació provisional | Data de descobriment   | Lloc de descobriment | Descobridor/s                     |
| ------ | ---------------------- | ---------------------- | -------------------- | --------------------------------- |
| 417601 | 2006 VR126             | 15 de novembre de 2006 | Kitt Peak            | Spacewatch                        |
| 417602 | 2006 VQ128             | 15 de novembre de 2006 | Kitt Peak            | Spacewatch                        |
| 417603 | 2006 VM132             | 11 de novembre de 2006 | Mount Lemmon         | Mt. Lemmon Survey                 |
| 417604 | 2006 VR138             | 15 de novembre de 2006 | Kitt Peak            | Spacewatch                        |
| 417605 | 2006 VH140             | 15 de novembre de 2006 | Kitt Peak            | Spacewatch                        |
| 417606 | 2006 VE148             | 15 de novembre de 2006 | Mount Lemmon         | Mt. Lemmon Survey                 |
| 417607 | 2006 WG                | 17 de novembre de 2006 | Catalina             | CSS                               |
| 417608 | 2006 WS2               | 20 de novembre de 2006 | 7300                 | W. K. Y. Yeung                    |
| 417609 | 2006 WD21              | 17 de novembre de 2006 | Mount Lemmon         | Mt. Lemmon Survey                 |
| 417610 | 2006 WK21              | 17 de novembre de 2006 | Mount Lemmon         | Mt. Lemmon Survey                 |
| 417611 | 2006 WY24              | 17 de novembre de 2006 | Mount Lemmon         | Mt. Lemmon Survey                 |
| 417612 | 2006 WQ29              | 22 de novembre de 2006 | Mount Lemmon         | Mt. Lemmon Survey                 |
| 417613 | 2006 WY35              | 16 de novembre de 2006 | Kitt Peak            | Spacewatch                        |
| 417614 | 2006 WP50              | 16 de novembre de 2006 | Mount Lemmon         | Mt. Lemmon Survey                 |
| 417615 | 2006 WQ51              | 16 de novembre de 2006 | Kitt Peak            | Spacewatch                        |
| 417616 | 2006 WB83              | 18 de novembre de 2006 | Socorro              | LINEAR                            |
| 417617 | 2006 WA88              | 23 d'octubre de 2006   | Mount Lemmon         | Mt. Lemmon Survey                 |
| 417618 | 2006 WR93              | 19 de novembre de 2006 | Kitt Peak            | Spacewatch                        |
| 417619 | 2006 WE127             | 23 d'octubre de 2006   | Mount Lemmon         | Mt. Lemmon Survey                 |
| 417620 | 2006 WB131             | 19 de novembre de 2006 | Catalina             | CSS                               |
| 417621 | 2006 WQ137             | 28 d'octubre de 2006   | Mount Lemmon         | Mt. Lemmon Survey                 |
| 417622 | 2006 WO142             | 20 de novembre de 2006 | Kitt Peak            | Spacewatch                        |
| 417623 | 2006 WW143             | 20 de novembre de 2006 | Kitt Peak            | Spacewatch                        |
| 417624 | 2006 WP150             | 20 de novembre de 2006 | Kitt Peak            | Spacewatch                        |
| 417625 | 2006 WU151             | 13 de novembre de 2006 | Mount Lemmon         | Mt. Lemmon Survey                 |
| 417626 | 2006 WD164             | 11 de novembre de 2006 | Kitt Peak            | Spacewatch                        |
| 417627 | 2006 WH170             | 23 de novembre de 2006 | Kitt Peak            | Spacewatch                        |
| 417628 | 2006 WW171             | 11 de novembre de 2006 | Mount Lemmon         | Mt. Lemmon Survey                 |
| 417629 | 2006 WF181             | 24 de novembre de 2006 | Mount Lemmon         | Mt. Lemmon Survey                 |
| 417630 | 2006 WB183             | 24 de novembre de 2006 | Kitt Peak            | Spacewatch                        |
| 417631 | 2006 WX183             | 25 de novembre de 2006 | Mount Lemmon         | Mt. Lemmon Survey                 |
| 417632 | 2006 WU184             | 27 de novembre de 2006 | Mount Lemmon         | Mt. Lemmon Survey                 |
| 417633 | 2006 WZ189             | 25 de novembre de 2006 | Catalina             | CSS                               |
| 417634 | 2006 XG1               | 11 de desembre de 2006 | Catalina             | CSS                               |
| 417635 | 2006 XE8               | 9 de desembre de 2006  | Kitt Peak            | Spacewatch                        |
| 417636 | 2006 XM10              | 9 de desembre de 2006  | Kitt Peak            | Spacewatch                        |
| 417637 | 2006 XM16              | 25 de novembre de 2006 | Mount Lemmon         | Mt. Lemmon Survey                 |
| 417638 | 2006 XT30              | 13 de desembre de 2006 | Kitt Peak            | Spacewatch                        |
| 417639 | 2006 XA37              | 11 de desembre de 2006 | Kitt Peak            | Spacewatch                        |
| 417640 | 2006 XN43              | 12 de desembre de 2006 | Mount Lemmon         | Mt. Lemmon Survey                 |
| 417641 | 2006 XW45              | 6 de desembre de 2002  | Socorro              | LINEAR                            |
| 417642 | 2006 XX53              | 11 de desembre de 2006 | Kitt Peak            | Spacewatch                        |
| 417643 | 2006 XL56              | 28 d'octubre de 2006   | Mount Lemmon         | Mt. Lemmon Survey                 |
| 417644 | 2006 XR56              | 22 de novembre de 2006 | Catalina             | CSS                               |
| 417645 | 2006 XY57              | 14 de desembre de 2006 | Mount Lemmon         | Mt. Lemmon Survey                 |
| 417646 | 2006 XS66              | 14 de desembre de 2006 | Palomar              | NEAT                              |
| 417647 | 2006 XF67              | 14 de desembre de 2006 | Palomar              | NEAT                              |
| 417648 | 2006 XD70              | 13 de desembre de 2006 | Mount Lemmon         | Mt. Lemmon Survey                 |
| 417649 | 2006 XV70              | 13 de desembre de 2006 | Mount Lemmon         | Mt. Lemmon Survey                 |
| 417650 | 2006 XK71              | 15 de desembre de 2006 | Kitt Peak            | Spacewatch                        |
| 417651 | 2006 XT71              | 1 de desembre de 2006  | Kitt Peak            | Spacewatch                        |
| 417652 | 2006 XV72              | 20 de novembre de 2006 | Catalina             | CSS                               |
| 417653 | 2006 YY7               | 20 de desembre de 2006 | Palomar              | NEAT                              |
| 417654 | 2006 YW12              | 21 de novembre de 2006 | Mount Lemmon         | Mt. Lemmon Survey                 |
| 417655 | 2006 YF13              | 26 de desembre de 2006 | Siding Spring        | Siding Spring Survey              |
| 417656 | 2006 YL16              | 21 de desembre de 2006 | Anderson Mesa        | LONEOS                            |
| 417657 | 2006 YJ19              | 22 d'octubre de 2006   | Mount Lemmon         | Mt. Lemmon Survey                 |
| 417658 | 2006 YR20              | 21 de desembre de 2006 | Kitt Peak            | Spacewatch                        |
| 417659 | 2006 YN21              | 21 de desembre de 2006 | Kitt Peak            | Spacewatch                        |
| 417660 | 2006 YY25              | 10 de desembre de 2006 | Kitt Peak            | Spacewatch                        |
| 417661 | 2006 YR30              | 21 de desembre de 2006 | Kitt Peak            | Spacewatch                        |
| 417662 | 2006 YF31              | 21 de desembre de 2006 | Kitt Peak            | Spacewatch                        |
| 417663 | 2006 YJ36              | 21 de novembre de 2006 | Mount Lemmon         | Mt. Lemmon Survey                 |
| 417664 | 2006 YT37              | 21 de desembre de 2006 | Kitt Peak            | Spacewatch                        |
| 417665 | 2006 YZ43              | 25 de desembre de 2006 | Catalina             | CSS                               |
| 417666 | 2006 YA53              | 27 de desembre de 2006 | Mount Lemmon         | Mt. Lemmon Survey                 |
| 417667 | 2007 AJ                | 8 de gener de 2007     | Catalina             | CSS                               |
| 417668 | 2007 AQ                | 21 de desembre de 2006 | Mount Lemmon         | Mt. Lemmon Survey                 |
| 417669 | 2007 AH2               | 8 de gener de 2007     | Kitt Peak            | Spacewatch                        |
| 417670 | 2007 AV4               | 8 de gener de 2007     | Mount Lemmon         | Mt. Lemmon Survey                 |
| 417671 | 2007 AQ6               | 8 de gener de 2007     | Kitt Peak            | Spacewatch                        |
| 417672 | 2007 AJ7               | 9 de gener de 2007     | Mount Lemmon         | Mt. Lemmon Survey                 |
| 417673 | 2007 AV10              | 27 de novembre de 2006 | Mount Lemmon         | Mt. Lemmon Survey                 |
| 417674 | 2007 AO13              | 9 de gener de 2007     | Mount Lemmon         | Mt. Lemmon Survey                 |
| 417675 | 2007 AD14              | 14 de desembre de 2006 | Mount Lemmon         | Mt. Lemmon Survey                 |
| 417676 | 2007 AC17              | 13 de desembre de 2006 | Kitt Peak            | Spacewatch                        |
| 417677 | 2007 AJ20              | 10 de gener de 2007    | Kitt Peak            | Spacewatch                        |
| 417678 | 2007 AO20              | 25 de desembre de 2006 | Catalina             | CSS                               |
| 417679 | 2007 AN21              | 15 de gener de 2007    | Catalina             | CSS                               |
| 417680 | 2007 AO28              | 9 de gener de 2007     | Mount Lemmon         | Mt. Lemmon Survey                 |
| 417681 | 2007 AZ28              | 10 de gener de 2007    | Kitt Peak            | Spacewatch                        |
| 417682 | 2007 AX30              | 9 de gener de 2007     | Mount Lemmon         | Mt. Lemmon Survey                 |
| 417683 | 2007 AH31              | 10 de gener de 2007    | Charleston           | Astronomical Research Observatory |
| 417684 | 2007 BN4               | 16 de gener de 2007    | Catalina             | CSS                               |
| 417685 | 2007 BK5               | 24 de desembre de 2006 | Catalina             | CSS                               |
| 417686 | 2007 BV8               | 17 de gener de 2007    | Kitt Peak            | Spacewatch                        |
| 417687 | 2007 BM14              | 17 de gener de 2007    | Kitt Peak            | Spacewatch                        |
| 417688 | 2007 BY24              | 21 de novembre de 2006 | Mount Lemmon         | Mt. Lemmon Survey                 |
| 417689 | 2007 BQ34              | 20 de novembre de 2006 | Mount Lemmon         | Mt. Lemmon Survey                 |
| 417690 | 2007 BG42              | 16 de gener de 2007    | Socorro              | LINEAR                            |
| 417691 | 2007 BM47              | 26 de gener de 2007    | Kitt Peak            | Spacewatch                        |
| 417692 | 2007 BM51              | 10 de gener de 2007    | Kitt Peak            | Spacewatch                        |
| 417693 | 2007 BF52              | 24 de gener de 2007    | Kitt Peak            | Spacewatch                        |
| 417694 | 2007 BA55              | 27 de novembre de 2006 | Mount Lemmon         | Mt. Lemmon Survey                 |
| 417695 | 2007 BF55              | 1 de novembre de 2006  | Mount Lemmon         | Mt. Lemmon Survey                 |
| 417696 | 2007 BE56              | 4 de juny de 2005      | Catalina             | CSS                               |
| 417697 | 2007 BZ57              | 24 de gener de 2007    | Socorro              | LINEAR                            |
| 417698 | 2007 BD58              | 24 de gener de 2007    | Catalina             | CSS                               |
| 417699 | 2007 BZ59              | 26 de gener de 2007    | Anderson Mesa        | LONEOS                            |
| 417700 | 2007 BU63              | 27 de gener de 2007    | Mount Lemmon         | Mt. Lemmon Survey                 |

## 417701-417800
| Nom    | Designació provisional | Data de descobriment   | Lloc de descobriment | Descobridor/s     |
| ------ | ---------------------- | ---------------------- | -------------------- | ----------------- |
| 417701 | 2007 BU64              | 27 de gener de 2007    | Mount Lemmon         | Mt. Lemmon Survey |
| 417702 | 2007 BZ67              | 27 de gener de 2007    | Kitt Peak            | Spacewatch        |
| 417703 | 2007 BL68              | 25 de novembre de 2006 | Mount Lemmon         | Mt. Lemmon Survey |
| 417704 | 2007 BK71              | 28 de gener de 2007    | Mount Lemmon         | Mt. Lemmon Survey |
| 417705 | 2007 BU74              | 27 de gener de 2007    | Mount Lemmon         | Mt. Lemmon Survey |
| 417706 | 2007 BB78              | 27 de gener de 2007    | Kitt Peak            | Spacewatch        |
| 417707 | 2007 BT78              | 27 de gener de 2007    | Mount Lemmon         | Mt. Lemmon Survey |
| 417708 | 2007 BQ90              | 19 de gener de 2007    | Mauna Kea            | Mauna Kea         |
| 417709 | 2007 BG95              | 14 de desembre de 2006 | Mount Lemmon         | Mt. Lemmon Survey |
| 417710 | 2007 CP9               | 6 de febrer de 2007    | Palomar              | NEAT              |
| 417711 | 2007 CY9               | 21 de desembre de 2006 | Mount Lemmon         | Mt. Lemmon Survey |
| 417712 | 2007 CJ10              | 28 de novembre de 2006 | Mount Lemmon         | Mt. Lemmon Survey |
| 417713 | 2007 CK10              | 6 de febrer de 2007    | Mount Lemmon         | Mt. Lemmon Survey |
| 417714 | 2007 CT11              | 22 de novembre de 2006 | Mount Lemmon         | Mt. Lemmon Survey |
| 417715 | 2007 CJ14              | 7 de febrer de 2007    | Kitt Peak            | Spacewatch        |
| 417716 | 2007 CM15              | 17 de gener de 2007    | Catalina             | CSS               |
| 417717 | 2007 CZ15              | 6 de febrer de 2007    | Palomar              | NEAT              |
| 417718 | 2007 CL21              | 6 de febrer de 2007    | Palomar              | NEAT              |
| 417719 | 2007 CQ21              | 21 de novembre de 2006 | Mount Lemmon         | Mt. Lemmon Survey |
| 417720 | 2007 CY21              | 22 de novembre de 2006 | Mount Lemmon         | Mt. Lemmon Survey |
| 417721 | 2007 CP22              | 6 de febrer de 2007    | Mount Lemmon         | Mt. Lemmon Survey |
| 417722 | 2007 CV23              | 7 de febrer de 2007    | Palomar              | NEAT              |
| 417723 | 2007 CR25              | 24 de desembre de 2006 | Kitt Peak            | Spacewatch        |
| 417724 | 2007 CD29              | 22 de novembre de 2006 | Mount Lemmon         | Mt. Lemmon Survey |
| 417725 | 2007 CQ32              | 10 de gener de 2007    | Mount Lemmon         | Mt. Lemmon Survey |
| 417726 | 2007 CJ37              | 6 de febrer de 2007    | Mount Lemmon         | Mt. Lemmon Survey |
| 417727 | 2007 CP38              | 27 de gener de 2007    | Kitt Peak            | Spacewatch        |
| 417728 | 2007 CS41              | 23 de desembre de 2006 | Mount Lemmon         | Mt. Lemmon Survey |
| 417729 | 2007 CY41              | 27 de desembre de 2006 | Mount Lemmon         | Mt. Lemmon Survey |
| 417730 | 2007 CS42              | 7 de febrer de 2007    | Mount Lemmon         | Mt. Lemmon Survey |
| 417731 | 2007 CW43              | 25 d'agost de 2001     | Kitt Peak            | Spacewatch        |
| 417732 | 2007 CX43              | 8 de febrer de 2007    | Kitt Peak            | Spacewatch        |
| 417733 | 2007 CO48              | 10 de febrer de 2007   | Mount Lemmon         | Mt. Lemmon Survey |
| 417734 | 2007 CR52              | 17 de gener de 2007    | Catalina             | CSS               |
| 417735 | 2007 CN53              | 15 de febrer de 2007   | Catalina             | CSS               |
| 417736 | 2007 CP55              | 13 de febrer de 2007   | Mount Lemmon         | Mt. Lemmon Survey |
| 417737 | 2007 CM59              | 10 de febrer de 2007   | Catalina             | CSS               |
| 417738 | 2007 CQ61              | 15 de febrer de 2007   | Palomar              | NEAT              |
| 417739 | 2007 CZ65              | 26 d'octubre de 2005   | Kitt Peak            | Spacewatch        |
| 417740 | 2007 CS75              | 14 de febrer de 2007   | Mauna Kea            | Mauna Kea         |
| 417741 | 2007 CM79              | 1 d'octubre de 2005    | Kitt Peak            | Spacewatch        |
| 417742 | 2007 DG                | 16 de febrer de 2007   | Mayhill              | A. Lowe           |
| 417743 | 2007 DZ3               | 16 de febrer de 2007   | Mount Lemmon         | Mt. Lemmon Survey |
| 417744 | 2007 DH5               | 17 de febrer de 2007   | Kitt Peak            | Spacewatch        |
| 417745 | 2007 DL9               | 20 de desembre de 2006 | Mount Lemmon         | Mt. Lemmon Survey |
| 417746 | 2007 DA13              | 27 d'octubre de 2006   | Mount Lemmon         | Mt. Lemmon Survey |
| 417747 | 2007 DX15              | 17 de febrer de 2007   | Kitt Peak            | Spacewatch        |
| 417748 | 2007 DC16              | 17 de febrer de 2007   | Kitt Peak            | Spacewatch        |
| 417749 | 2007 DG19              | 17 de febrer de 2007   | Kitt Peak            | Spacewatch        |
| 417750 | 2007 DP20              | 28 de gener de 2007    | Mount Lemmon         | Mt. Lemmon Survey |
| 417751 | 2007 DE40              | 19 de febrer de 2007   | Kitt Peak            | Spacewatch        |
| 417752 | 2007 DP40              | 19 de febrer de 2007   | Mount Lemmon         | Mt. Lemmon Survey |
| 417753 | 2007 DH44              | 17 de febrer de 2007   | Mount Lemmon         | Mt. Lemmon Survey |
| 417754 | 2007 DV45              | 25 de gener de 2007    | Kitt Peak            | Spacewatch        |
| 417755 | 2007 DR46              | 13 de desembre de 2006 | Kitt Peak            | Spacewatch        |
| 417756 | 2007 DO47              | 21 de febrer de 2007   | Mount Lemmon         | Mt. Lemmon Survey |
| 417757 | 2007 DR49              | 16 de febrer de 2007   | Catalina             | CSS               |
| 417758 | 2007 DK50              | 6 de febrer de 2007    | Kitt Peak            | Spacewatch        |
| 417759 | 2007 DZ50              | 28 de gener de 2007    | Mount Lemmon         | Mt. Lemmon Survey |
| 417760 | 2007 DP56              | 21 de febrer de 2007   | Mount Lemmon         | Mt. Lemmon Survey |
| 417761 | 2007 DR59              | 22 de febrer de 2007   | Anderson Mesa        | LONEOS            |
| 417762 | 2007 DR66              | 21 de febrer de 2007   | Kitt Peak            | Spacewatch        |
| 417763 | 2007 DF69              | 21 de febrer de 2007   | Kitt Peak            | Spacewatch        |
| 417764 | 2007 DK84              | 25 de febrer de 2007   | Mount Lemmon         | Mt. Lemmon Survey |
| 417765 | 2007 DK92              | 23 de febrer de 2007   | Kitt Peak            | Spacewatch        |
| 417766 | 2007 DS92              | 23 de febrer de 2007   | Kitt Peak            | Spacewatch        |
| 417767 | 2007 DX96              | 23 de febrer de 2007   | Kitt Peak            | Spacewatch        |
| 417768 | 2007 DF101             | 26 de febrer de 2007   | Mount Lemmon         | Mt. Lemmon Survey |
| 417769 | 2007 DF110             | 16 de febrer de 2007   | Catalina             | CSS               |
| 417770 | 2007 DN112             | 25 de febrer de 2007   | Kitt Peak            | Spacewatch        |
| 417771 | 2007 DG113             | 19 de febrer de 2007   | Catalina             | CSS               |
| 417772 | 2007 DV113             | 23 de febrer de 2007   | Mount Lemmon         | Mt. Lemmon Survey |
| 417773 | 2007 DZ115             | 25 de febrer de 2007   | Mount Lemmon         | Mt. Lemmon Survey |
| 417774 | 2007 EY4               | 10 de març de 2003     | Campo Imperatore     | CINEOS            |
| 417775 | 2007 ED5               | 9 de març de 2007      | Mount Lemmon         | Mt. Lemmon Survey |
| 417776 | 2007 ED13              | 9 de març de 2007      | Mount Lemmon         | Mt. Lemmon Survey |
| 417777 | 2007 ES13              | 9 de març de 2007      | Palomar              | NEAT              |
| 417778 | 2007 EE21              | 25 de febrer de 2007   | Mount Lemmon         | Mt. Lemmon Survey |
| 417779 | 2007 ET23              | 10 de març de 2007     | Mount Lemmon         | Mt. Lemmon Survey |
| 417780 | 2007 EX32              | 10 de març de 2007     | Kitt Peak            | Spacewatch        |
| 417781 | 2007 EA33              | 10 de març de 2007     | Mount Lemmon         | Mt. Lemmon Survey |
| 417782 | 2007 EM35              | 11 de març de 2007     | Kitt Peak            | Spacewatch        |
| 417783 | 2007 EL41              | 9 de març de 2007      | Mount Lemmon         | Mt. Lemmon Survey |
| 417784 | 2007 EW41              | 9 de març de 2007      | Mount Lemmon         | Mt. Lemmon Survey |
| 417785 | 2007 EZ57              | 9 de març de 2007      | Mount Lemmon         | Mt. Lemmon Survey |
| 417786 | 2007 EP72              | 10 de març de 2007     | Kitt Peak            | Spacewatch        |
| 417787 | 2007 EK77              | 10 de març de 2007     | Mount Lemmon         | Mt. Lemmon Survey |
| 417788 | 2007 EV78              | 26 de febrer de 2007   | Mount Lemmon         | Mt. Lemmon Survey |
| 417789 | 2007 EM79              | 10 de març de 2007     | Kitt Peak            | Spacewatch        |
| 417790 | 2007 EK87              | 13 de març de 2007     | Kitt Peak            | Spacewatch        |
| 417791 | 2007 ED88              | 9 de març de 2007      | Mount Lemmon         | Mt. Lemmon Survey |
| 417792 | 2007 ED95              | 10 de març de 2007     | Mount Lemmon         | Mt. Lemmon Survey |
| 417793 | 2007 EA109             | 11 de març de 2007     | Kitt Peak            | Spacewatch        |
| 417794 | 2007 EL119             | 13 de març de 2007     | Mount Lemmon         | Mt. Lemmon Survey |
| 417795 | 2007 ES120             | 14 de març de 2007     | Anderson Mesa        | LONEOS            |
| 417796 | 2007 EJ121             | 27 de desembre de 2006 | Mount Lemmon         | Mt. Lemmon Survey |
| 417797 | 2007 ER131             | 9 de març de 2007      | Mount Lemmon         | Mt. Lemmon Survey |
| 417798 | 2007 EX133             | 9 de març de 2007      | Mount Lemmon         | Mt. Lemmon Survey |
| 417799 | 2007 EU134             | 15 de desembre de 2006 | Mount Lemmon         | Mt. Lemmon Survey |
| 417800 | 2007 EC146             | 23 de desembre de 2006 | Mount Lemmon         | Mt. Lemmon Survey |

## 417801-417900
| Nom    | Designació provisional | Data de descobriment   | Lloc de descobriment | Descobridor/s          |
| ------ | ---------------------- | ---------------------- | -------------------- | ---------------------- |
| 417801 | 2007 EV146             | 12 de març de 2007     | Mount Lemmon         | Mt. Lemmon Survey      |
| 417802 | 2007 EF152             | 12 de març de 2007     | Kitt Peak            | Spacewatch             |
| 417803 | 2007 EQ166             | 11 de març de 2007     | Catalina             | CSS                    |
| 417804 | 2007 EU167             | 19 de febrer de 2007   | Mount Lemmon         | Mt. Lemmon Survey      |
| 417805 | 2007 EV169             | 14 de març de 2007     | Kitt Peak            | Spacewatch             |
| 417806 | 2007 ED171             | 21 de novembre de 2006 | Mount Lemmon         | Mt. Lemmon Survey      |
| 417807 | 2007 EV187             | 15 de març de 2007     | Catalina             | CSS                    |
| 417808 | 2007 EJ192             | 14 de març de 2007     | Kitt Peak            | Spacewatch             |
| 417809 | 2007 EN193             | 14 de març de 2007     | Mount Lemmon         | Mt. Lemmon Survey      |
| 417810 | 2007 EW205             | 12 de març de 2007     | Kitt Peak            | Spacewatch             |
| 417811 | 2007 EB206             | 12 de març de 2007     | Mount Lemmon         | Mt. Lemmon Survey      |
| 417812 | 2007 EC210             | 8 de març de 2007      | Palomar              | NEAT                   |
| 417813 | 2007 EJ212             | 17 de novembre de 2006 | Kitt Peak            | Spacewatch             |
| 417814 | 2007 EN216             | 14 de març de 2007     | Anderson Mesa        | LONEOS                 |
| 417815 | 2007 EL217             | 11 de març de 2007     | Mount Lemmon         | Mt. Lemmon Survey      |
| 417816 | 2007 FA                | 16 de març de 2007     | Catalina             | CSS                    |
| 417817 | 2007 FX2               | 15 de desembre de 2006 | Mount Lemmon         | Mt. Lemmon Survey      |
| 417818 | 2007 FT11              | 17 de març de 2007     | Kitt Peak            | Spacewatch             |
| 417819 | 2007 FQ15              | 11 de març de 2007     | Catalina             | CSS                    |
| 417820 | 2007 FX20              | 24 de març de 2007     | Bergisch Gladbac     | W. Bickel              |
| 417821 | 2007 FF22              | 20 de març de 2007     | Kitt Peak            | Spacewatch             |
| 417822 | 2007 FJ23              | 20 de març de 2007     | Kitt Peak            | Spacewatch             |
| 417823 | 2007 FQ29              | 20 de març de 2007     | Mount Lemmon         | Mt. Lemmon Survey      |
| 417824 | 2007 FU29              | 20 de març de 2007     | Socorro              | LINEAR                 |
| 417825 | 2007 FM32              | 20 de març de 2007     | Kitt Peak            | Spacewatch             |
| 417826 | 2007 FR38              | 25 de març de 2007     | Mount Lemmon         | Mt. Lemmon Survey      |
| 417827 | 2007 FG39              | 20 de març de 2007     | Catalina             | CSS                    |
| 417828 | 2007 FA47              | 19 de març de 2007     | Mount Lemmon         | Mt. Lemmon Survey      |
| 417829 | 2007 FS48              | 28 de gener de 2006    | Kitt Peak            | Spacewatch             |
| 417830 | 2007 FE49              | 20 de març de 2007     | Mount Lemmon         | Mt. Lemmon Survey      |
| 417831 | 2007 FP49              | 26 de març de 2007     | Catalina             | CSS                    |
| 417832 | 2007 FV49              | 26 de març de 2007     | Catalina             | CSS                    |
| 417833 | 2007 GG4               | 7 d'abril de 2007      | Catalina             | CSS                    |
| 417834 | 2007 GH5               | 25 de març de 2007     | Mount Lemmon         | Mt. Lemmon Survey      |
| 417835 | 2007 GK32              | 21 de febrer de 2007   | Mount Lemmon         | Mt. Lemmon Survey      |
| 417836 | 2007 GP41              | 14 d'abril de 2007     | Kitt Peak            | Spacewatch             |
| 417837 | 2007 GZ52              | 14 d'abril de 2007     | Mount Lemmon         | Mt. Lemmon Survey      |
| 417838 | 2007 GU56              | 15 de març de 2007     | Kitt Peak            | Spacewatch             |
| 417839 | 2007 GD65              | 15 d'abril de 2007     | Kitt Peak            | Spacewatch             |
| 417840 | 2007 GJ74              | 15 d'abril de 2007     | Catalina             | CSS                    |
| 417841 | 2007 GT76              | 7 d'abril de 2007      | Catalina             | CSS                    |
| 417842 | 2007 GF77              | 11 d'abril de 2007     | Catalina             | CSS                    |
| 417843 | 2007 HS1               | 16 d'abril de 2007     | Catalina             | CSS                    |
| 417844 | 2007 HP8               | 18 d'abril de 2007     | Mount Lemmon         | Mt. Lemmon Survey      |
| 417845 | 2007 HT32              | 19 d'abril de 2007     | Kitt Peak            | Spacewatch             |
| 417846 | 2007 HL40              | 20 d'abril de 2007     | Kitt Peak            | Spacewatch             |
| 417847 | 2007 HR46              | 20 d'abril de 2007     | Kitt Peak            | Spacewatch             |
| 417848 | 2007 HZ51              | 20 d'abril de 2007     | Kitt Peak            | Spacewatch             |
| 417849 | 2007 HG57              | 22 d'abril de 2007     | Mount Lemmon         | Mt. Lemmon Survey      |
| 417850 | 2007 HV58              | 23 d'abril de 2007     | Catalina             | CSS                    |
| 417851 | 2007 HQ60              | 20 d'abril de 2007     | Kitt Peak            | Spacewatch             |
| 417852 | 2007 HL61              | 20 d'abril de 2007     | Kitt Peak            | Spacewatch             |
| 417853 | 2007 HS96              | 20 d'abril de 2007     | Kitt Peak            | Spacewatch             |
| 417854 | 2007 JM                | 25 d'abril de 2007     | Mount Lemmon         | Mt. Lemmon Survey      |
| 417855 | 2007 JN                | 7 de maig de 2007      | Mount Lemmon         | Mt. Lemmon Survey      |
| 417856 | 2007 JZ                | 6 de maig de 2007      | Purple Mountain      | PMO NEO Survey Program |
| 417857 | 2007 JE9               | 9 de maig de 2007      | Catalina             | CSS                    |
| 417858 | 2007 JK11              | 14 de març de 2007     | Mount Lemmon         | Mt. Lemmon Survey      |
| 417859 | 2007 JX12              | 7 de maig de 2007      | Kitt Peak            | Spacewatch             |
| 417860 | 2007 JK16              | 10 de maig de 2007     | Goodricke-Pigott     | R. A. Tucker           |
| 417861 | 2007 JW17              | 25 d'abril de 2007     | Mount Lemmon         | Mt. Lemmon Survey      |
| 417862 | 2007 JX23              | 25 d'abril de 2007     | Mount Lemmon         | Mt. Lemmon Survey      |
| 417863 | 2007 JN45              | 12 de maig de 2007     | Mount Lemmon         | Mt. Lemmon Survey      |
| 417864 | 2007 KQ3               | 25 de març de 2007     | Mount Lemmon         | Mt. Lemmon Survey      |
| 417865 | 2007 LA28              | 25 de març de 2007     | Mount Lemmon         | Mt. Lemmon Survey      |
| 417866 | 2007 LY33              | 8 de juny de 2007      | Kitt Peak            | Spacewatch             |
| 417867 | 2007 MO                | 16 de juny de 2007     | Siding Spring        | Siding Spring Survey   |
| 417868 | 2007 MX2               | 16 de juny de 2007     | Kitt Peak            | Spacewatch             |
| 417869 | 2007 MO6               | 16 de juny de 2007     | Kitt Peak            | Spacewatch             |
| 417870 | 2007 ME9               | 19 de juny de 2007     | Kitt Peak            | Spacewatch             |
| 417871 | 2007 MB24              | 24 de juny de 2007     | Socorro              | LINEAR                 |
| 417872 | 2007 ND1               | 8 de juliol de 2007    | Reedy Creek          | J. Broughton           |
| 417873 | 2007 NJ4               | 14 de juliol de 2007   | Dauban               | Chante-Perdrix         |
| 417874 | 2007 NC5               | 4 de juliol de 2007    | Mount Lemmon         | Mt. Lemmon Survey      |
| 417875 | 2007 OG1               | 18 de juliol de 2007   | Socorro              | LINEAR                 |
| 417876 | 2007 PX7               | 10 d'agost de 2007     | Reedy Creek          | J. Broughton           |
| 417877 | 2007 PP19              | 9 d'agost de 2007      | Kitt Peak            | Spacewatch             |
| 417878 | 2007 PV21              | 9 d'agost de 2007      | Socorro              | LINEAR                 |
| 417879 | 2007 PY23              | 12 d'agost de 2007     | Socorro              | LINEAR                 |
| 417880 | 2007 PG26              | 11 d'agost de 2007     | Socorro              | LINEAR                 |
| 417881 | 2007 PB46              | 10 d'agost de 2007     | Kitt Peak            | Spacewatch             |
| 417882 | 2007 PS48              | 11 d'agost de 2007     | Siding Spring        | Siding Spring Survey   |
| 417883 | 2007 QR3               | 23 d'agost de 2007     | Andrushivka          | Andrushivka            |
| 417884 | 2007 QB12              | 21 d'agost de 2007     | Bisei SG Center      | BATTeRS                |
| 417885 | 2007 QZ16              | 16 d'agost de 2007     | Socorro              | LINEAR                 |
| 417886 | 2007 RF6               | 13 d'agost de 2007     | Socorro              | LINEAR                 |
| 417887 | 2007 RT10              | 7 de setembre de 2007  | Socorro              | LINEAR                 |
| 417888 | 2007 RN11              | 10 de setembre de 2007 | Dauban               | Chante-Perdrix         |
| 417889 | 2007 RO16              | 2 de setembre de 2007  | Catalina             | CSS                    |
| 417890 | 2007 RD27              | 4 de setembre de 2007  | Mount Lemmon         | Mt. Lemmon Survey      |
| 417891 | 2007 RL32              | 5 de setembre de 2007  | Catalina             | CSS                    |
| 417892 | 2007 RQ34              | 6 de setembre de 2007  | Anderson Mesa        | LONEOS                 |
| 417893 | 2007 RX38              | 8 de setembre de 2007  | Anderson Mesa        | LONEOS                 |
| 417894 | 2007 RW40              | 9 de setembre de 2007  | Kitt Peak            | Spacewatch             |
| 417895 | 2007 RN43              | 9 de setembre de 2007  | Kitt Peak            | Spacewatch             |
| 417896 | 2007 RU44              | 9 de setembre de 2007  | Kitt Peak            | Spacewatch             |
| 417897 | 2007 RJ54              | 9 de setembre de 2007  | Kitt Peak            | Spacewatch             |
| 417898 | 2007 RL73              | 10 de setembre de 2007 | Mount Lemmon         | Mt. Lemmon Survey      |
| 417899 | 2007 RR98              | 10 de setembre de 2007 | Kitt Peak            | Spacewatch             |
| 417900 | 2007 RE102             | 11 de setembre de 2007 | Catalina             | CSS                    |

## 417901-418000
| Nom              | Designació provisional | Data de descobriment   | Lloc de descobriment | Descobridor/s          |
| ---------------- | ---------------------- | ---------------------- | -------------------- | ---------------------- |
| 417901           | 2007 RN105             | 11 de setembre de 2007 | Catalina             | CSS                    |
| 417902           | 2007 RY109             | 24 d'agost de 2001     | Kitt Peak            | Spacewatch             |
| 417903           | 2007 RZ111             | 11 de setembre de 2007 | Mount Lemmon         | Mt. Lemmon Survey      |
| 417904           | 2007 RO113             | 11 de setembre de 2007 | Kitt Peak            | Spacewatch             |
| 417905           | 2007 RL136             | 14 de setembre de 2007 | Mount Lemmon         | Mt. Lemmon Survey      |
| 417906           | 2007 RW138             | 23 d'octubre de 1997   | Kitt Peak            | Spacewatch             |
| 417907           | 2007 RU141             | 12 de setembre de 2007 | Mount Lemmon         | Mt. Lemmon Survey      |
| 417908           | 2007 RZ141             | 11 de setembre de 2007 | Mount Lemmon         | Mt. Lemmon Survey      |
| 417909           | 2007 RT143             | 14 de setembre de 2007 | Socorro              | LINEAR                 |
| 417910           | 2007 RQ145             | 14 de setembre de 2007 | Socorro              | LINEAR                 |
| 417911           | 2007 RR149             | 12 de setembre de 2007 | Catalina             | CSS                    |
| 417912           | 2007 RX157             | 11 de setembre de 2007 | XuYi                 | PMO NEO Survey Program |
| 417913           | 2007 RC158             | 12 de setembre de 2007 | Catalina             | CSS                    |
| 417914           | 2007 RZ164             | 10 de setembre de 2007 | Kitt Peak            | Spacewatch             |
| 417915           | 2007 RL172             | 10 de setembre de 2007 | Kitt Peak            | Spacewatch             |
| 417916           | 2007 RW199             | 13 de setembre de 2007 | Kitt Peak            | Spacewatch             |
| 417917           | 2007 RS201             | 13 de setembre de 2007 | Kitt Peak            | Spacewatch             |
| 417918           | 2007 RZ204             | 9 de setembre de 2007  | Kitt Peak            | Spacewatch             |
| 417919           | 2007 RO211             | 8 de setembre de 2007  | Anderson Mesa        | LONEOS                 |
| 417920           | 2007 RB215             | 12 de setembre de 2007 | Kitt Peak            | Spacewatch             |
| 417921           | 2007 RJ215             | 12 de setembre de 2007 | Kitt Peak            | Spacewatch             |
| 417922           | 2007 RF220             | 14 de setembre de 2007 | Mount Lemmon         | Mt. Lemmon Survey      |
| 417923           | 2007 RQ233             | 12 de setembre de 2007 | Catalina             | CSS                    |
| 417924           | 2007 RG236             | 16 d'agost de 2007     | XuYi                 | PMO NEO Survey Program |
| 417925           | 2007 RS244             | 11 de setembre de 2007 | Kitt Peak            | Spacewatch             |
| 417926           | 2007 RV269             | 15 de setembre de 2007 | Kitt Peak            | Spacewatch             |
| 417927           | 2007 RG278             | 5 de setembre de 2007  | Catalina             | CSS                    |
| 417928           | 2007 RX288             | 15 de setembre de 2007 | Mount Lemmon         | Mt. Lemmon Survey      |
| 417929           | 2007 RE289             | 10 de setembre de 2007 | Mount Lemmon         | Mt. Lemmon Survey      |
| 417930           | 2007 RW290             | 14 de setembre de 2007 | Mount Lemmon         | Mt. Lemmon Survey      |
| 417931           | 2007 RG293             | 13 de setembre de 2007 | Mount Lemmon         | Mt. Lemmon Survey      |
| 417932           | 2007 RU298             | 10 de setembre de 2007 | Mount Lemmon         | Mt. Lemmon Survey      |
| 417933           | 2007 RY308             | 9 de setembre de 2007  | Kitt Peak            | Spacewatch             |
| 417934           | 2007 RU310             | 12 de setembre de 2007 | Catalina             | CSS                    |
| 417935           | 2007 RG315             | 8 de setembre de 2007  | Anderson Mesa        | LONEOS                 |
| 417936           | 2007 RT317             | 11 de setembre de 2007 | XuYi                 | PMO NEO Survey Program |
| 417937           | 2007 RM322             | 12 de setembre de 2007 | Catalina             | CSS                    |
| 417938           | 2007 RK325             | 15 de setembre de 2007 | Mount Lemmon         | Mt. Lemmon Survey      |
| 417939           | 2007 SU3               | 16 de setembre de 2007 | Socorro              | LINEAR                 |
| 417940           | 2007 SE4               | 17 de setembre de 2007 | Socorro              | LINEAR                 |
| 417941           | 2007 SL7               | 18 de setembre de 2007 | Kitt Peak            | Spacewatch             |
| 417942           | 2007 SJ10              | 19 de setembre de 2007 | Kitt Peak            | Spacewatch             |
| 417943           | 2007 SH13              | 19 de setembre de 2007 | Kitt Peak            | Spacewatch             |
| 417944           | 2007 SS18              | 25 de setembre de 2007 | Mount Lemmon         | Mt. Lemmon Survey      |
| 417945           | 2007 TL10              | 12 de setembre de 2007 | Mount Lemmon         | Mt. Lemmon Survey      |
| 417946           | 2007 TN10              | 6 d'octubre de 2007    | Socorro              | LINEAR                 |
| 417947           | 2007 TJ16              | 7 d'octubre de 2007    | Črni Vrh             | Crni Vrh               |
| 417948           | 2007 TY19              | 6 d'octubre de 2007    | Socorro              | LINEAR                 |
| 417949           | 2007 TB23              | 10 d'octubre de 2007   | Catalina             | CSS                    |
| 417950           | 2007 TL33              | 6 d'octubre de 2007    | Kitt Peak            | Spacewatch             |
| 417951           | 2007 TU47              | 4 d'octubre de 2007    | Kitt Peak            | Spacewatch             |
| 417952           | 2007 TQ49              | 5 de setembre de 2007  | Mount Lemmon         | Mt. Lemmon Survey      |
| 417953           | 2007 TM68              | 12 d'octubre de 2007   | 7300                 | W. K. Y. Yeung         |
| 417954           | 2007 TY69              | 10 d'octubre de 2007   | Goodricke-Pigott     | R. A. Tucker           |
| 417955           | 2007 TE74              | 14 d'octubre de 2007   | Laurel               | D. Skillman            |
| 417956           | 2007 TW74              | 15 d'octubre de 2007   | Bisei SG Center      | BATTeRS                |
| 417957           | 2007 TF77              | 5 d'octubre de 2007    | Kitt Peak            | Spacewatch             |
| 417958           | 2007 TE87              | 8 d'octubre de 2007    | Mount Lemmon         | Mt. Lemmon Survey      |
| 417959           | 2007 TP87              | 8 d'octubre de 2007    | Mount Lemmon         | Mt. Lemmon Survey      |
| 417960           | 2007 TW92              | 6 d'octubre de 2007    | Kitt Peak            | Spacewatch             |
| 417961           | 2007 TS104             | 10 de setembre de 2007 | Mount Lemmon         | Mt. Lemmon Survey      |
| 417962           | 2007 TD106             | 6 d'octubre de 2007    | Wise                 | Wise                   |
| 417963           | 2007 TQ109             | 20 de setembre de 2007 | Catalina             | CSS                    |
| 417964           | 2007 TL113             | 8 d'octubre de 2007    | Anderson Mesa        | LONEOS                 |
| 417965           | 2007 TH114             | 8 d'octubre de 2007    | Catalina             | CSS                    |
| 417966           | 2007 TX119             | 9 d'octubre de 2007    | Purple Mountain      | PMO NEO Survey Program |
| 417967           | 2007 TB121             | 5 d'octubre de 2007    | Kitt Peak            | Spacewatch             |
| 417968           | 2007 TP127             | 6 d'octubre de 2007    | Kitt Peak            | Spacewatch             |
| 417969           | 2007 TV140             | 9 d'octubre de 2007    | Mount Lemmon         | Mt. Lemmon Survey      |
| 417970           | 2007 TL142             | 14 de setembre de 2007 | Mount Lemmon         | Mt. Lemmon Survey      |
| 417971           | 2007 TC155             | 9 d'octubre de 2007    | Socorro              | LINEAR                 |
| 417972           | 2007 TW156             | 9 d'octubre de 2007    | Socorro              | LINEAR                 |
| 417973           | 2007 TF165             | 11 d'octubre de 2007   | Socorro              | LINEAR                 |
| 417974           | 2007 TX167             | 12 d'octubre de 2007   | Socorro              | LINEAR                 |
| 417975           | 2007 TD168             | 12 d'octubre de 2007   | Socorro              | LINEAR                 |
| 417976           | 2007 TA172             | 13 d'octubre de 2007   | Socorro              | LINEAR                 |
| 417977           | 2007 TM173             | 3 de setembre de 2000  | Kitt Peak            | Spacewatch             |
| 417978 Haslehner | 2007 TY184             | 13 d'octubre de 2007   | Gaisberg             | R. Gierlinger          |
| 417979           | 2007 TW186             | 13 d'octubre de 2007   | Socorro              | LINEAR                 |
| 417980           | 2007 TP193             | 24 d'agost de 2007     | Kitt Peak            | Spacewatch             |
| 417981           | 2007 TP216             | 7 d'octubre de 2007    | Kitt Peak            | Spacewatch             |
| 417982           | 2007 TL217             | 7 d'octubre de 2007    | Kitt Peak            | Spacewatch             |
| 417983           | 2007 TY217             | 7 d'octubre de 2007    | Kitt Peak            | Spacewatch             |
| 417984           | 2007 TO221             | 9 d'octubre de 2007    | Kitt Peak            | Spacewatch             |
| 417985           | 2007 TH224             | 5 de setembre de 2007  | Mount Lemmon         | Mt. Lemmon Survey      |
| 417986           | 2007 TU229             | 9 de setembre de 2007  | Mount Lemmon         | Mt. Lemmon Survey      |
| 417987           | 2007 TO234             | 8 d'octubre de 2007    | Kitt Peak            | Spacewatch             |
| 417988           | 2007 TW274             | 11 d'octubre de 2007   | Kitt Peak            | Spacewatch             |
| 417989           | 2007 TN275             | 11 d'octubre de 2007   | Catalina             | CSS                    |
| 417990           | 2007 TO284             | 9 d'octubre de 2007    | Mount Lemmon         | Mt. Lemmon Survey      |
| 417991           | 2007 TP302             | 12 d'octubre de 2007   | Kitt Peak            | Spacewatch             |
| 417992           | 2007 TJ346             | 13 d'octubre de 2007   | Mount Lemmon         | Mt. Lemmon Survey      |
| 417993           | 2007 TG356             | 11 d'octubre de 2007   | Lulin                | LUSS                   |
| 417994           | 2007 TV360             | 14 d'octubre de 2007   | Mount Lemmon         | Mt. Lemmon Survey      |
| 417995           | 2007 TM368             | 10 d'agost de 2007     | Kitt Peak            | Spacewatch             |
| 417996           | 2007 TZ372             | 10 d'agost de 2007     | Kitt Peak            | Spacewatch             |
| 417997           | 2007 TC378             | 21 de setembre de 2007 | XuYi                 | PMO NEO Survey Program |
| 417998           | 2007 TL384             | 14 d'octubre de 2007   | Mount Lemmon         | Mt. Lemmon Survey      |
| 417999           | 2007 TG400             | 15 d'octubre de 2007   | Catalina             | CSS                    |
| 418000           | 2007 TY400             | 10 de setembre de 2007 | Mount Lemmon         | Mt. Lemmon Survey      |